# Corte
Pour les articles homonymes, voir Corte (homonymie).
Corte (prononcé /kɔʁte/ « Corté » ; en corse : Corti [ˈkɔrti]) est une commune française située dans la circonscription départementale de la Haute-Corse et le territoire de la collectivité de Corse. La ville appartient à la piève de Talcini dont elle est historiquement le chef-lieu et donne son nom à la microrégion du Cortenais.
Occupant une position centrale dans l'île, Corte est la capitale historique et culturelle de la Corse. La « cité paoline » fut en effet choisie par Pascal Paoli comme capitale de la Corse indépendante (entre 1755 et 1769). Sa citadelle abrite depuis 1997 le musée de la Corse. La ville est également le siège de l'université de Corse-Pascal-Paoli, rouverte en 1981, qui accueille environ 5 000 étudiants.

## Géographie

### Localisation

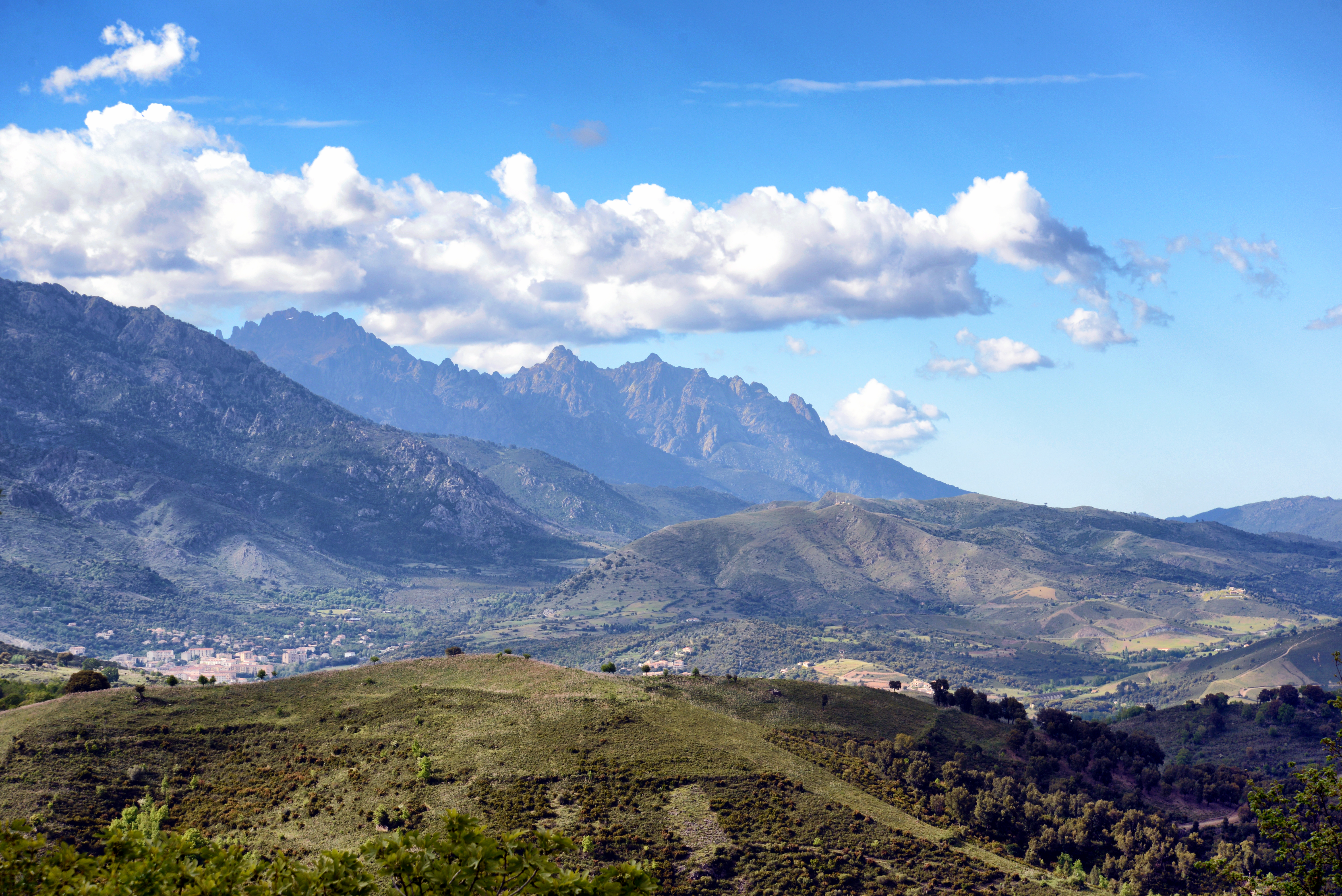
La cuvette cortenaise vue de Poggio-di-Venaco. En arrière-plan, les aiguilles de Popolasca.

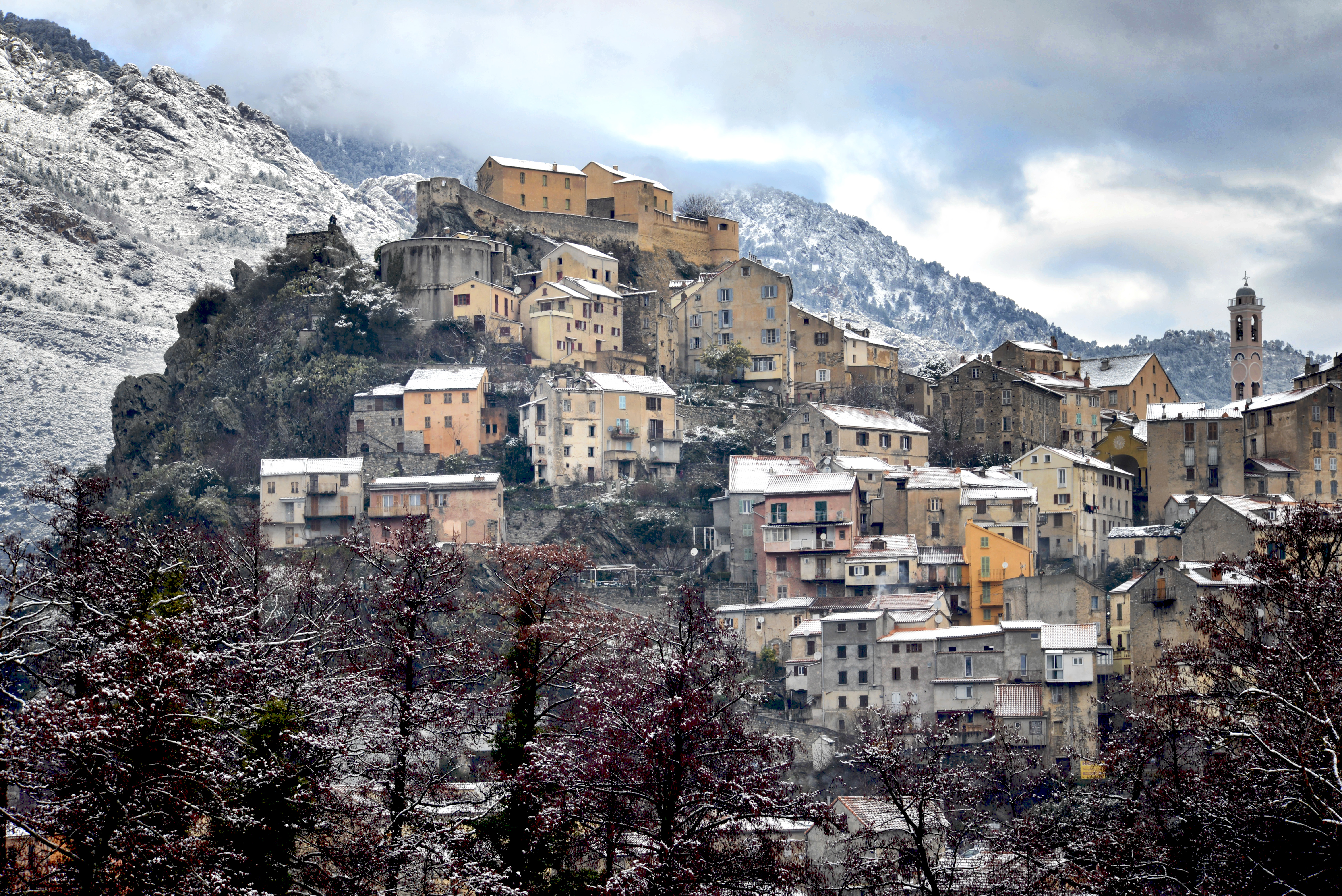
Vue du quartier autour de la citadelle durant l'hiver.

Corte est située au centre de la Corse, à 68 kilomètres de Bastia et 80 kilomètres d'Ajaccio, métropoles auxquelles elle est reliée par la RT 20 (route nationale 193) et par la voie ferrée Bastia-Ajaccio (gare de Corte du réseau des chemins de fer de la Corse). C'est la principale agglomération de l'intérieur de l'île et notamment du Cortenais auquel elle donne son nom.

« Talcini est le nom d'un pays, et non celui d'un village. C'est dans ce pays que se trouve Corte, que beaucoup de gens regardent comme la plus belle ville de la Corse. Située au centre de l'île, elle a une forteresse assez solide, bâtie dans la ville sur le rocher culminant, et, à quelque distance hors de la ville, un couvent de Frères Mineurs, dans un très beau site. »

— Mgr Agostino Giustiniani in Description de la Corse, traduction de Lucien Auguste Letteron in Histoire de la Corse, Bulletin de la Société des sciences historiques & naturelles de la Corse – Tome I - 1888. p. 36

### Communes limitrophes
Les communes limitrophes sont Soveria, Guagno, Letia, Orto, Soccia, Calacuccia, Casamaccioli, Casanova, Corscia, Poggio-di-Venaco, Santa-Lucia-di-Mercurio, Tralonca et Venaco.

### Géologie et relief

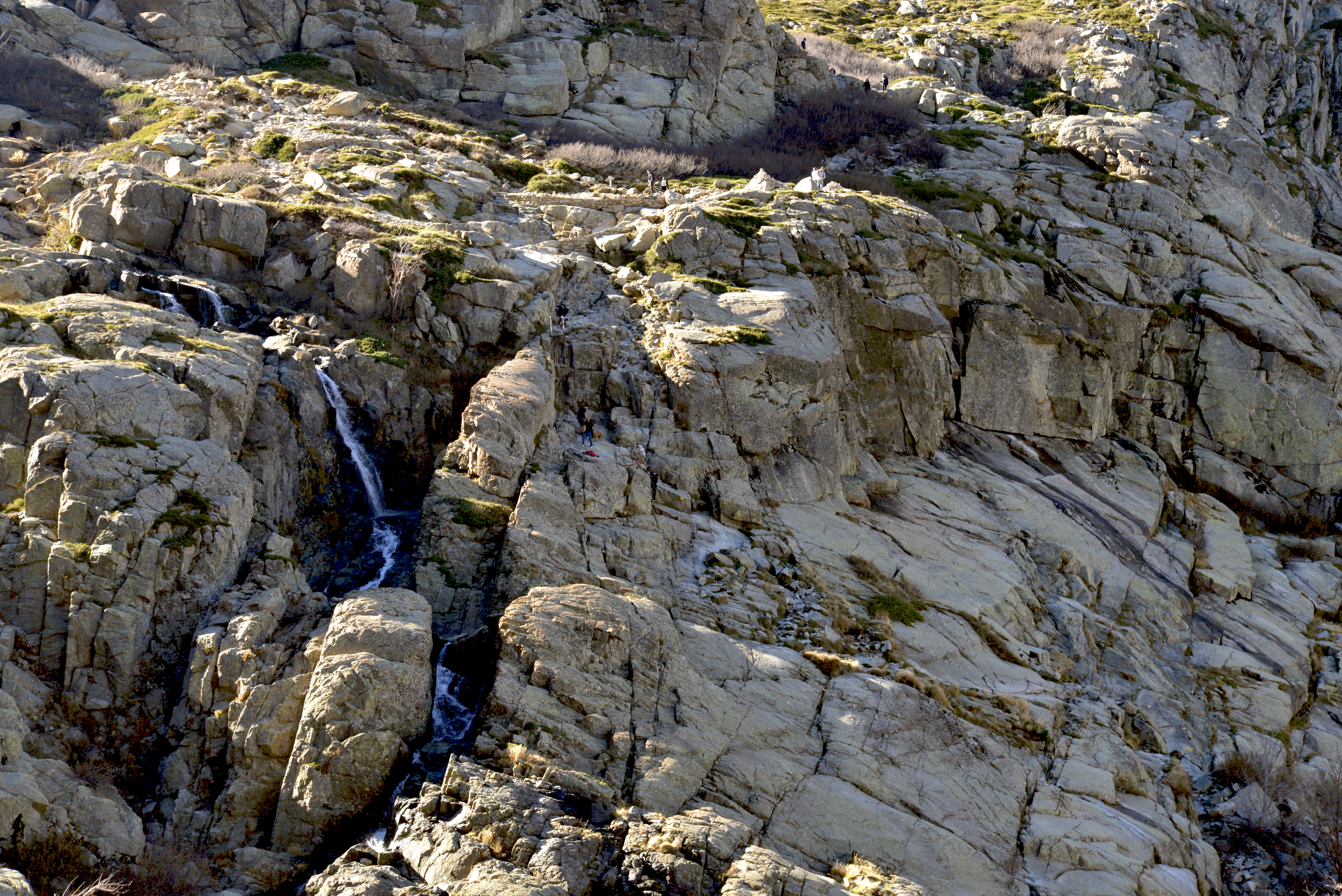
La Restonica au sortir du lac de Melo.

#### Géologie
Corte se trouve dans le « Deçà des Monts », moitié de la Corse située au nord-est des massifs de haute montagne qui la coupent en deux. La commune se trouve dans la « Corse granitique » occidentale ancienne, constituée pour l'essentiel de roches granitiques, comme ordinairement distinguée par les géologues au sud-ouest de l'île, opposée à la « Corse schisteuse » au nord-est.
La commune située dans le massif granitique du Monte Rotondo, s'étend depuis une haute ligne de crête au sud-ouest, en direction du nord-est où se situe la ville. Elle se compose :
- d'un grand secteur occidental, de la Corse Hercynienne ancienne (ou occidentale), composée de granites monzonitiques porphyroïdes ;
- d'un secteur oriental plus modeste, de la Corse orientale Alpine composée de terrains divers, issus d’un océan disparu appelé liguro-piémontais (océan Thétys dont l’âge est compris entre -170 à -60 Ma) et de ses marges continentales ;
- d'un secteur central, partie de la dépression centrale de l'île, séparant les deux premiers, présentant une couverture sédimentaire autochtone de la Corse ancienne, nappe océanique de marge continentale (Permien à Eocène). Le Cortenais est composé d’écailles charriées au front des schistes lustrés sur la couverture autochtone[1].

Les sédiments charriés de la région orientale de la Corse comprennent deux nappes : à la base est une première nappe dite des « schistes lustrés » ou des sédiments métamorphiques, -les schistes lustrés ont pour substratum la protogine, et, reposant sur elle, il y a une seconde nappe ou des sédiments non métamorphiques allant du Houiller au nummulitique inclusivement.
Le secteur occidental
En Corse, les schistes lustrés ont pour substratum la protogine dont les éléments essentiels sont : feldspath, quartz et mica. La protogine est extrêmement développée le long de la bordure orientale du massif cristallin de la Corse. C'est elle qui forme le Monte Rotondo (2 625 m), le Monte d'Oro (2 454 m), et l'on constate sur ces sommets qu'elle est recoupée par des filons de porphyrites et de diabases.
Cette roche débute à l'Ouest de Castirla et va jusque sous la chapelle San Pancrazio, au nord de Corte, ce qui lui donne, dans cette région, une épaisseur d'environ 6 kilomètres. Sur ce parcours elle est traversée par des filons de porphyrites et de diabases. On trouve la protogine à l'Ouest du col d'Ominanda. Elle a été fortement incisée par le Tavignano et la Restonica sur une longueur d'environ 10 kilomètres.
En remontant la Restonica, on relève une série régulière des sédiments des schistes lustrés jusqu'à leur contact avec la protogine, roche que l'on peut suivre ensuite jusqu'au sommet du Monte Rotondo.
Par le sentier muletier de la rive gauche du Tavignano pour se rendre dans le Niolo, on traverse à nouveau la série des schistes lustrés jusqu'au contact de la protogine.
Le secteur central
Il démarre au nord de la bocca d'Ominanda (654 m), « à cheval » sur Soveria et Corte, et se termine au Sud-est communal à un sommet (altitude 592 m) à l’ouest de la Punta di Tisani. Il comporte au centre le « Rocher de Corte ».
Aux environs de Corte, les dépôts sédimentaires de la première nappe comprennent :
1° Des schistes et des calcaires métamorphiques dits : « schistes lustrés » ;
2° Des sédiments non métamorphiques allant du Houiller au Lias ;
3° Des calcaires avec nérinées, rudistes, etc., appartenant au Crétacé ;
4° Des poudingues, des conglomérats, des calcaires, des schistes et des grès appartenant au Nummulitique ;
5° Des molasses, des sables, des cailloutis, des poudingues appartenant au Néogène ;
6° Des marnes, des conglomérats, des alluvions appartenant au Quaternaire.
Au nord de la ville, par la route menant à la bocca d'Ominanda, on peut étudier les schistes lustrés bouleversés de ce côté par des masses importantes de gabbros et de serpentines ; puis, vers le Pinzalacchio (altitude 811 m) à l’ouest du col, on peut étudier un lambeau de la deuxième nappe.
En direction du col de San Quilico, les sédiments des schistes lustrés dominent. Sont présents en bancs inclinés au Nord-est, des filons de gabbro-serpentine entre lesquels sont des schistes luisants, gréseux, durs et fortement plissés et plissotés, et d'un amas de calcaires d'un gris bleuté à la surface, d'un gris noir à l'intérieur avec filets ou amas d'un jaune ocreux et par place avec placages d'une roche à petits grains de quartz et de calcaires. Ces bancs sont ici à la base de la deuxième nappe.
On trouve des masses plus ou moins importantes de schistes terreux, avec calcaires souvent cristallins, d'un gris cendré ou foncé, rubanés et plissotés ; le tout représentant la partie supérieure des schistes lustrés avec d'importants amas de roches vertes intrusives de structure variée.
En se rendant vers Santo-Pietro-di-Venaco au sud, l'ancienne route nationale 193 coupe le rocher de la citadelle. Au pont de la Restonica 

« on trouve des calcaires gris, cristallins, en gros bancs, prolongement de ceux de la citadelle et que l'on peut suivre à l'Ouest de l'ancien séminaire jusqu'à une carrière abandonnée. Ces calcaires reposent sur d'autres plus foncés, même noirs et bien lités. Vers le calvaire, situé sur la route nationale, il y a des schistes à mica blanc. La route reste ensuite sur ces schistes accompagnés quelquefois de petits filons de gabbro-serpentine. »

— D. Hollande in Géologie de la Corse, p. 76.
Plus loin, le faciès des sédiments change : « Les roches (schistes, calcschistes et calcaires cristallins) des schistes lustrés sont fortement plissotées et broyées, et l'on constate qu'ici la mylonite de la deuxième nappe est représentée par une roche cristalline d'un gris blanc et coupée par de petits filets de quartz, le tout recouvert par une brèche grossière formée de grains de quartz liés par une substance verte, des fragments de protogine, une roche schisteuse à structure gréseuse, des schistes verdâtres, enfin d'autres à reflets argentés. » À l'Est de la route, se trouve la brèche ; à l'Ouest cette route est taillée dans la protogine qui s'élève vers l'Ouest, recouverte par une masse de schistes et de calcaires cristallins. Enfin, plus à l'ouest encore, apparaît de nouveau la protogine.
De ses observations, D. Hollande constate qu'une bande de schistes lustrés, bien développée sur la rive droite de la Restonica et reposant sur la protogine, s'avance vers le sud par la carrière de l'ancien séminaire, le calvaire situé à côté de la RN 193, puis le long de cette route où finalement, quelque deux cents mètres plus loin, apparaît la protogine sur laquelle elle repose également ; mais de ce côté il constate que la protogine ou les « schistes lustrés » sont recouverts par des sédiments de la deuxième nappe.
Le secteur oriental
La nappe de schistes lustrés est ici couverte par une seconde nappe de sédiments non métamorphiques qui sont dans un état de broyage extrême, surtout pour ceux du Rhétien et du Lias ; ceux du nummulitique qui les surmontent, le sont moins ; néanmoins, leur plissotement est intense. L'ensemble de ces sédiments dont la caractéristique est la granulite rose, descend de la Punta Auli (744 m) à l'est du col de San Quilico, jusqu'au Tavignano. Par la route menant au Bozio, on peut étudier les schistes lustrés, les alluvions anciennes, les sédiments de cette deuxième nappe.

#### Relief
À l'ouest, le vaste secteur du territoire communal englobe la totalité de la vallée de la Restonica et partage la haute vallée du Tavignano avec Casamaccioli. Entre ces vallées, se situe un chaînon secondaire qui s'épaule à la Pointe des Sept Lacs (2 266 m) sur la chaîne principale de l'île. Cette arête montagneuse qui se termine à Punta di Zurmulu (862 m) au sud-ouest de la ville, comporte des sommets remarquables, tels les Capitello (2 245 m), Lombarduccio (2 261 m), Capu à Chiostru (2 295 m), Cima San Gavino (2 222 m), Punta di Castelli (2 180 m), Forcelle (1 765 m) et encore Punta a u Finellu (1 565 m). Ce secteur est délimité au nord, à l'ouest et au sud comme ci-dessous :
- au nord, la démarcation démarre à la bocca a Reta (1 883 m) et rejoint le lac de Nino (1 743 m) tout proche. Elle suit alors le lit du Tavignano jusqu'à un point situé à 1 191 m d'altitude, à environ 500 m « à vol d'oiseau » au sud du refuge de la Sega du P.N.R.C.. De là, la démarcation orientée au N-NE, se dirige sur le Capo Aleri (1 634 m), puis sur un point situé à 1 430 m d'altitude, « à cheval » sur Calacuccia, Corscia et Corte, dans la forêt territoriale de Melo, rejoint un point à l'altitude de 1 589 m un peu au nord de la Funtana d'Argento, passant par le Capo Nero (1 790 m) puis la Punta Finosa (1 855 m), déclinant ensuite sur Bocca d'Ominanda (654 m) à l'est ;
- au sud, la démarcation s'oriente vers l'ouest, suivant d'abord une ligne de crête collinaire, s'élevant ensuite graduellement jusqu'à la Punta Cisterna (1 019 m). À partir de là, la ligne rejoint la Punta di a Gianfena (1 408 m), se dirige au sud pour grimper au Monte Pianu (1 719 m), passer au Monte Corbaia (1 871 m), suivre la haute ligne de crête comportant la Punta Lattiniccia (2 413 m), le Monte Cardo (2 453 m), la Punta da i Ciotti (2 379 m), la Punta Felicina (2 437 m), Petra Niella (2 345 m), le Monte Rotondo (2 622 m) culmen communal, la Punta Mufrena (2 590 m), A Maniccia (2 496 m), et décliner sur la Punta Muzzella (2 342 m) via le col de la Haute Route (2 206 m), jusqu'à la bocca a Soglia (2 052 m) ;
- à l'ouest, de la bocca a Soglia au sud, la démarcation s'oriente au nord-ouest suivant une ligne de crête passant par la Punta alle Porte (2 313 m), la Pointe des Sept Lacs (2 266 m), le Capu a i Sorbi (2 267 m), la bocca d'Acque Ciarnente (1 568 m), puis remonte le cours du ruisseau de Valle presque jusqu'à sa source, et reprendre une autre ligne de crête passant par Cimatella (2 098 m), le Capu a e Furcelle (2 062 m) et la bocca a Reta.

Il compte de nombreux sommets d'importance comme le Monte Rotondo (2 622 m), le Monte Cardo (2 453 m), la Punta Felicina (2 440 m) et la Punta alle Porte. Dans ce secteur en altitude, sont présents plusieurs lacs d'origine glaciaire : lac de Melo, lac de Capitello, lac de Goria, lac de Nino, lac de l'Oriente, lac de Cavacciole, etc.
Le secteur oriental est de basse montagne, incluant la cuvette dépressionnaire de Corte qu'il domine. Il est délimité par une ligne orientée vers le midi, qui approche le Monte Cecu (754 m) avant de descendre jusqu'au lit du ruisseau de Bistuglio (798 m) au lieu-dit « Pecorellu », puis de remonter sur la Bocca di Civenti (777 m). Cette ligne prend alors une orientation nord-sud pour gagner à hauteur de l'aérodrome de Corte le lit du Tavignano et suivre son cours jusqu'à un point situé à 331 m d'altitude.

### Hydrographie

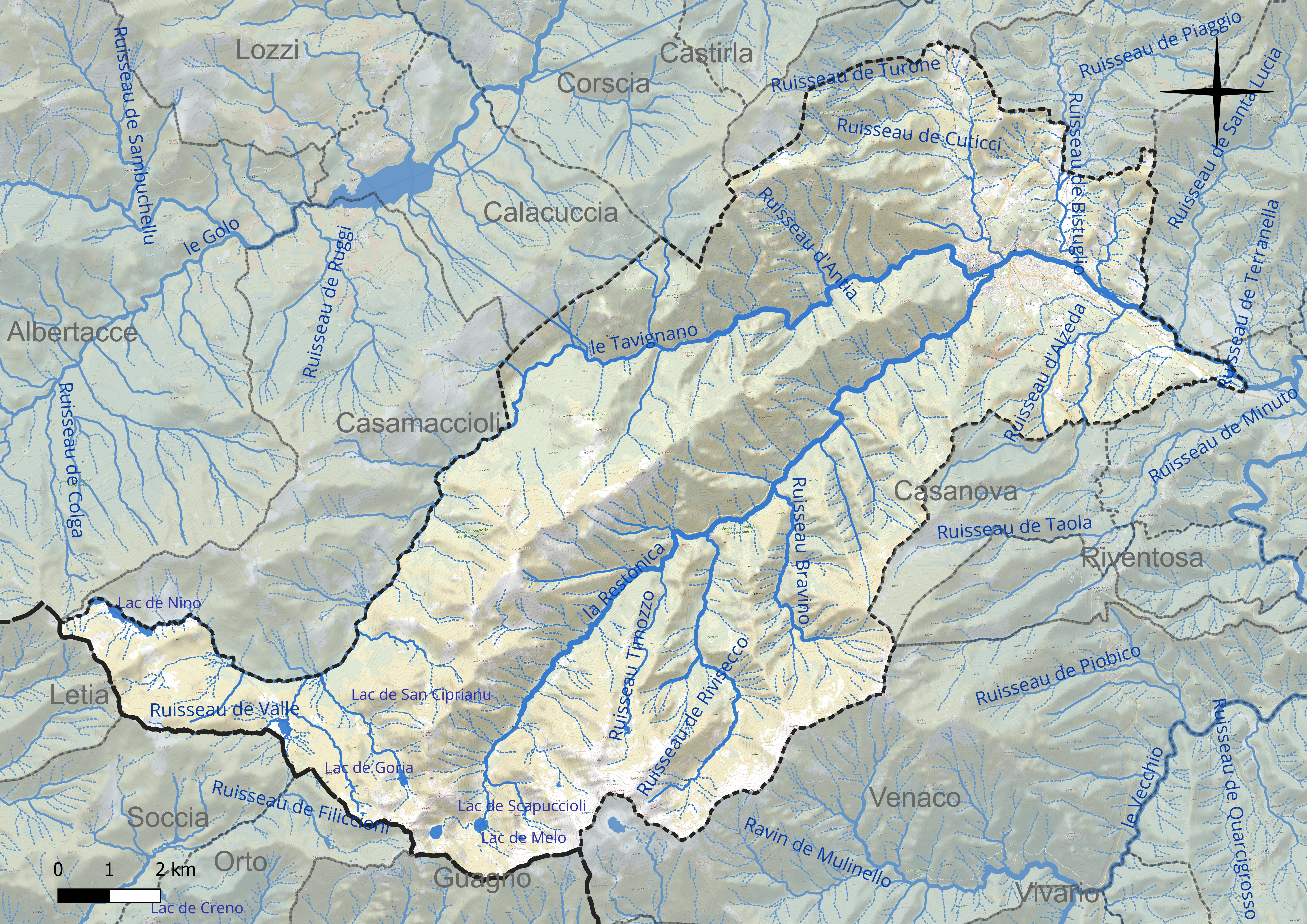
Réseau hydrographique de Corte.

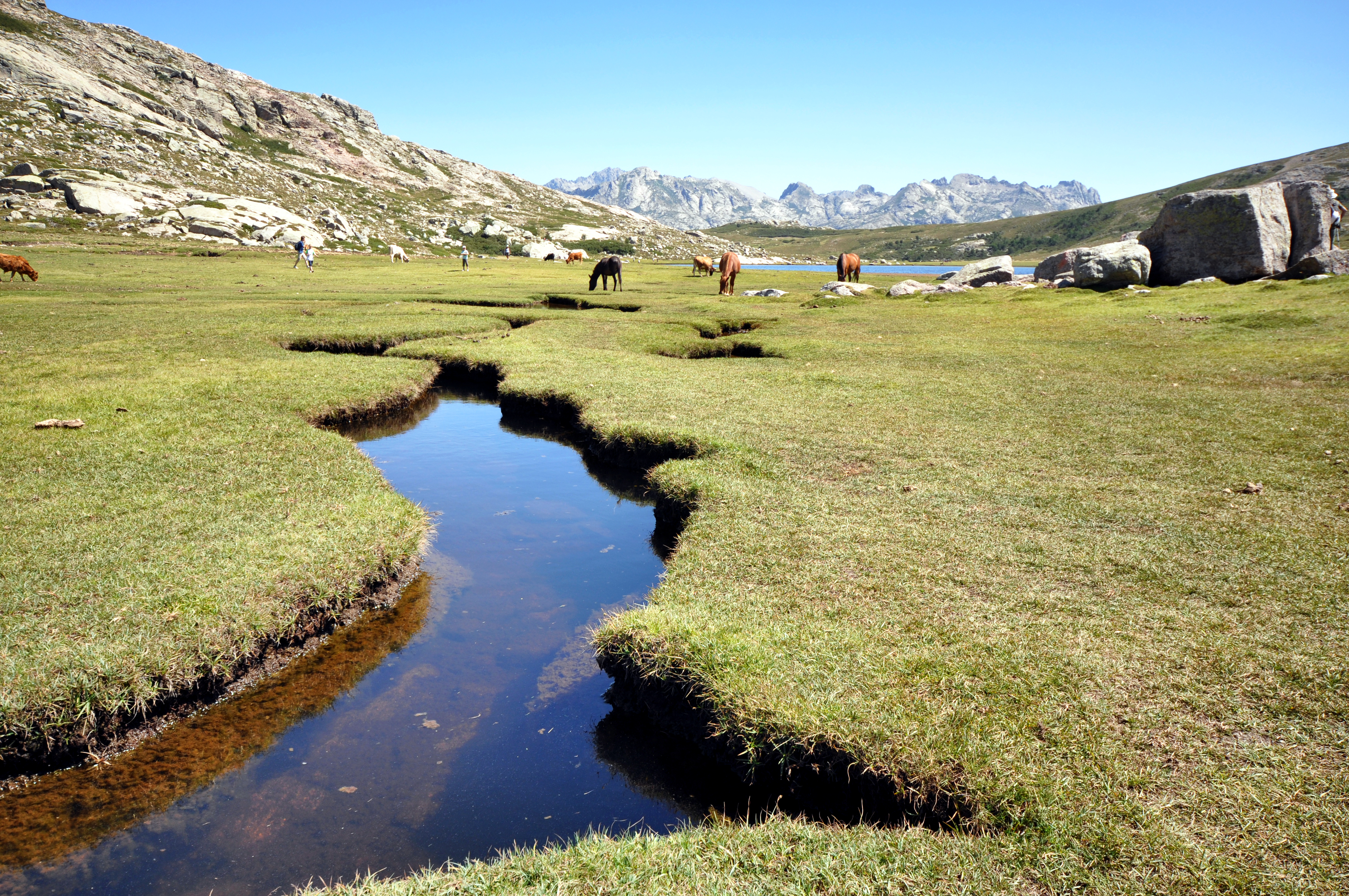
Le lac de Nino et les pozzines.

Corte se trouve au confluent du Tavignano et de la Restonica, les deux principaux cours d'eau de la commune alimentés par de nombreux ruisseaux à l'ouest de la ville. Le Tavignano, deuxième fleuve de l'île, prend sa source sur la commune sous la Bocca a Reta (1 883 m) -col « à cheval » sur Letia, Albertacce et Corte, avant de traverser le lac de Nino situé à 700 m distance orthodromique, puis creuse une large vallée dominée par les villages des pièves de Venaco et de Rogna, avant de se jeter dans la mer Méditerranée à Aléria. La Restonica prend sa source au lac de Melo, également sur la commune, après avoir creusé une vallée montagnarde encaissée réputée pour ses vasques et ses nombreux lacs en haute vallée (entre autres Capitello, Oriente et Cavacciole).
À l'est du territoire coulent plusieurs ruisseaux, tous affluents du Tavignano :
- le ruisseau d'Orta (rg)[5] ;
- le ruisseau de Bistuglio (rg)[4] ;
- le ruisseau de Crivia (rg)[6] ;
- le ruisseau d'Alzeda (rd)[7] ;
- le ruisseau de l'Olmo (rg)[8] dont le cours sépare Corte de Santa-Lucia-di-Mercurio.

### Climat et végétation
Corte possède un climat méditerranéen avec des nuances de montagne. La température moyenne annuelle s'élève à 13 °C et on y compte environ 56 jours de gel par an. Les records de température enregistrés sont de 41,1 °C et de −8,7 °C, le record de précipitations en un jour étant de 145 mm.
La station météorologique de Météo-France installée sur la commune et en service de 1990 à 2015 permet de connaître en continu l'évolution des indicateurs météorologiques. Le tableau détaillé pour la période 1981-2010 est présenté ci-après.
| Mois                                  | jan.          | fév.            | mars          | avril           | mai            | juin          | jui.          | août           | sep.          | oct.            | nov.          | déc.            | année     |
| ------------------------------------- | ------------- | --------------- | ------------- | --------------- | -------------- | ------------- | ------------- | -------------- | ------------- | --------------- | ------------- | --------------- | --------- |
| Température minimale moyenne (°C)     | 0,5           | 0,3             | 2,7           | 4,9             | 8,7            | 12,3          | 14,5          | 15             | 11,7          | 8,9             | 4,4           | 1,7             | 7,2       |
| Température moyenne (°C)              | 6,3           | 6,6             | 9,3           | 11,5            | 16,1           | 20            | 22,8          | 23,2           | 18,8          | 15,1            | 10,1          | 6,9             | 13,9      |
| Température maximale moyenne (°C)     | 12            | 12,9            | 15,8          | 18,1            | 23,5           | 27,6          | 31,1          | 31,3           | 26            | 21,3            | 15,9          | 12              | 20,7      |
| Record de froid (°C) date du record   | −8,3 05.01.02 | −8,7 25.02.1993 | −8,7 02.03.05 | −3,9 01.04.1995 | 0,9 07.05.1991 | 3,9 10.06.05  | 6,2 13.07.00  | 6,8 31.08.1993 | 3,9 18.09.01  | −0,8 24.10.1991 | −4,7 25.11.05 | −7,5 19.12.05   | −8,7 2005 |
| Record de chaleur (°C) date du record | 23,8 28.01.08 | 22,4 26.02.1997 | 29,2 24.03.01 | 27,2 30.04.05   | 33,1 24.05.09  | 36,5 26.06.03 | 41,1 07.07.00 | 39,5 24.08.00  | 35,3 06.09.08 | 31,2 03.10.06   | 24,8 01.11.06 | 21,5 23.12.1991 | 41,1 2000 |
| Précipitations (mm)                   | 69,2          | 55,1            | 49,7          | 79,1            | 57,5           | 35,7          | 29,1          | 30,7           | 53,4          | 106             | 116,6         | 121,5           | 803,6     |

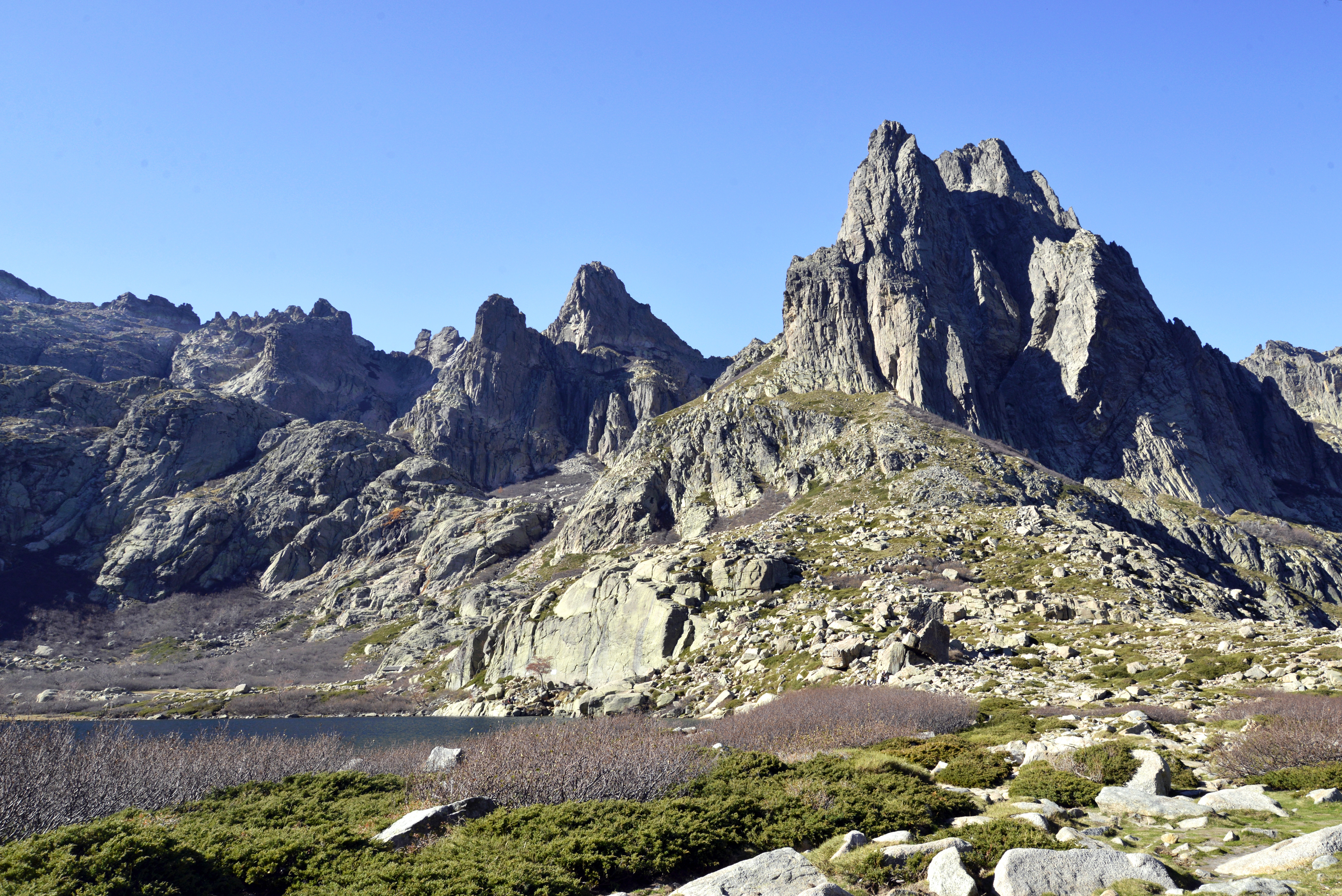
Le lac de Melo dominé par le Lombarduccio (2261 m).

Son territoire s'étend de 299  et   2 622 mètres d'altitude. Elle comprend une partie « haute montagne » au-dessus de 1 100 m laissant paraître des paysages rocailleux, souvent partiellement dénuées de végétation.
Cette végétation est diversifiée en fonction de l’étagement altitudinal. Dans la plaine sa partie la plus basse où s'écoule le Tavignano, le maquis couvre les parcelles autrefois travaillées, partagées par des murs de galets granitiques. Les collines sont revêtues d'un haut maquis, dense, fait essentiellement d'arbousiers, de bruyères, avec des bosquets de chênes verts et pins maritimes. Au-dessus, la limite inférieure de l’étage montagnard, caractérisé par les séries du pin laricio et du hêtre, commence vers 1 100 - 1 200 mètres. L’étage montagnard atteint 1 750 - 1 800 mètres, la limite supérieure des forêts en Corse. Au-dessus, l’étage subalpin s’étend jusqu'à 2 000 - 2 100 mètres en moyenne ; il est caractérisé par le développement d’aulne odorant (espèce endémique corse Alnus viridis ssp. suaveolens), de genévriers, des fougères et de landes, sans véritables arbres. L’étage alpin situé au-delà de la limite supérieure des brousses et des landes à arbustes nains et pelouses composées de nard et de carex, est caractérisé par la durée de l’enneigement, la rigueur de l’hiver, les fortes amplitudes thermiques et une relative sécheresse estivale.
Les nombreux lacs en montagne sont gelés une bonne partie de l'année. Le lac de Melo, le plus bas à 1 711 m d'altitude, est gelé 5 à 6 mois par an.
À l'étage montagnard, se situent la forêt territoriale du Tavignano au nord, et la forêt communale de Corte-Restonica au sud, des forêts composées essentiellement de résineux (pin laricio). Celles-ci sont séparées par le chaînon secondaire matérialisé entre les vallées du Tavignano et de la Restonica.

### Voies de communication et transports

#### Accès routiers
Corte est accessible :

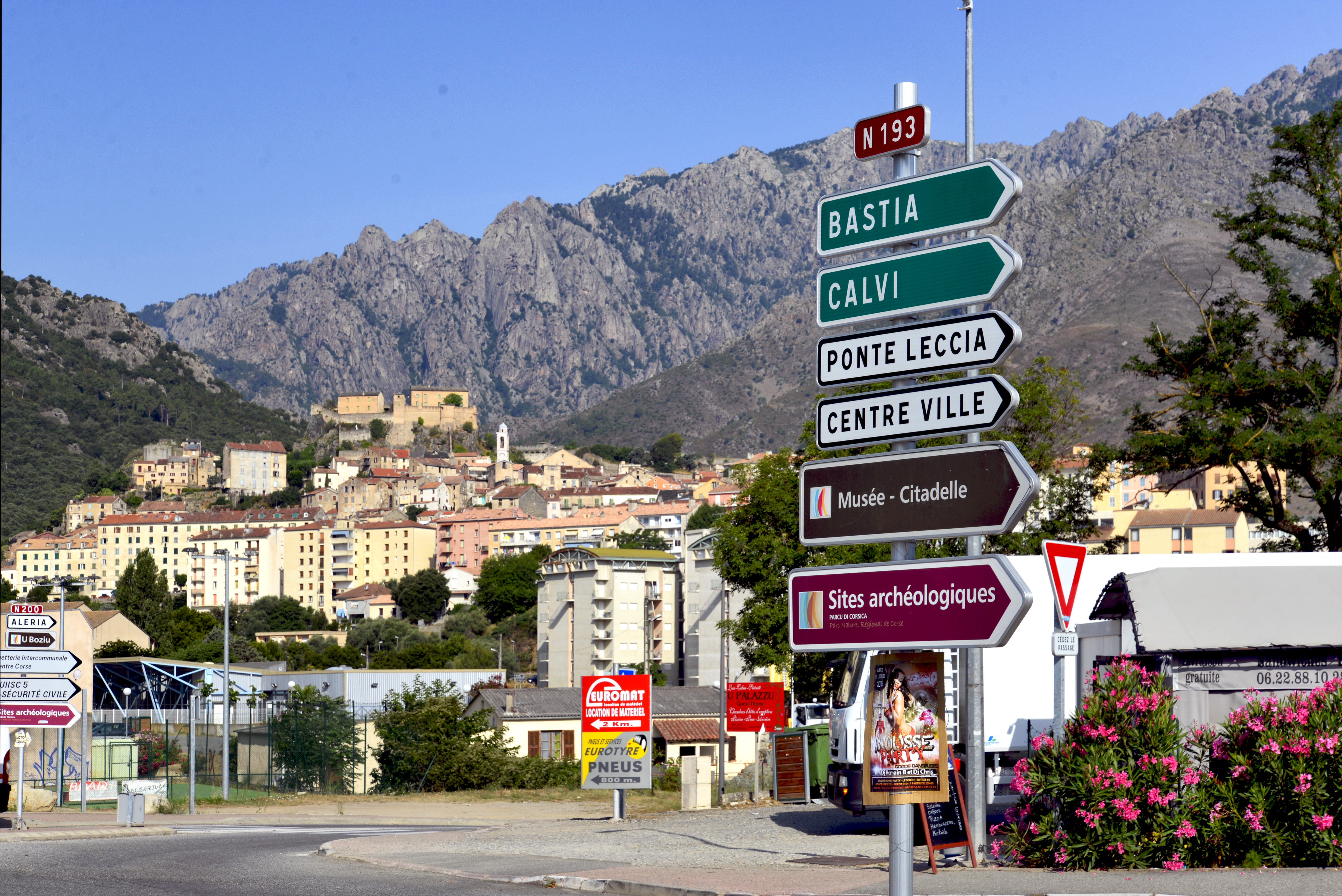
La RT 20 ex-N 193 au rond-point face à la gare de Corte

- par la RT 20, ex-RN 193 mise en service en 1827, après achèvement de la construction du pont sur le Vecchio. Dès lors, un transport par diligences a commencé à fonctionner sur 154 km, entre Ajaccio et Bastia en passant par Bocognano, Gatti, Serraggio, Corte, Ponte-Leccia et Casamozza ; la voie franchit le col de Vizzavona à 1 163 mètres.
  - depuis le nord de l'île par la RT 20 (ex-RN 193), route reliant la ville à Bastia et à la Balagne via Ponte-Leccia.
  - depuis le sud de l'île, par la RT 20 (ex-RN 193), route reliant la ville à Ajaccio via le col de Vizzavona et à Sartène via les cols de Sorba, Verde et Vaccia par l'ancienne RN 194, actuelle D69.
- par la RT 50 (ex-RN 200), depuis l'est de l'île ; la route relie la ville à Cateraggio Aléria sur la plaine orientale, et plus loin à Porto-Vecchio puis Bonifacio.

La construction de la RT 50 a été réalisée en 1860-1861. Elle est classée dans la voirie nationale par décret. Elle enjambe plusieurs rivières qui se jettent dans le Tavignano, et ne dessert aucune commune agglomérée.
- par la D 18 puis la D 84 (ancienne RN 195 de Sagone à la forêt d'Aïtone, qui se prolonge par l'ancienne route forestière no 9 de Porto à Francardo[Note 4] passant par le col de Vergio), depuis l'ouest de l'île ; la route relie la ville à Vico via Castirla et le Niolo.
- depuis le Bozio par la D 39.

La D 623 dessert en cul-de-sac la vallée de la Restonica jusqu'aux bergeries de Grottelle.
La ville est distante, par route, de :
- 12 km de Serraggio ;
- 13 km d'Omessa ;
- 17 km de Sermano ;
- 19 km de Prato-di-Giovellina ;
- 20 km de Vivario ;
- 30 km de Piedicorte-di-Gaggio ;
- 31 km de San-Lorenzo ;
- 34 km de Calacuccia ;
- 40 km de Ghisoni ;
- 47 km d'Aléria ;
- 62 km de L'Île-Rousse ;
- 69 km de Bastia ;
- 75 km de Saint-Florent ;
- 76 km de Cervione ;
- 80 km d'Ajaccio ;
- 85 km de Calvi ;
- 87 km de Vico ;
- 106 km de Guagno ;
- 109 km de Rogliano ;
- 118 km de Porto-Vecchio ;
- 137 km de Sartène ;
- 140 km de Propriano ;
- 145 km de Bonifacio.

#### Transports

##### Routiers
La ligne d'autocar Ajaccio-Corte-Bastia du transporteur Corsica Bus, ne circule plus depuis le 20 mars 2015. Elle est remplacée par celle d'Eurocorse Voyages qui assure cette liaison tous les jours ouvrables de la semaine, deux fois par jour.
2017 : plus aucun transporteur n'assure cette ligne.

##### Ferroviaires
La gare de Corte, appartenant aux Chemins de fer de Corse, permet des liaisons régulières vers Ajaccio, Bastia et Calvi.

##### Aériens
Corte ne dispose pas d'aéroport, hormis un aérodrome de tourisme pour petits aéronefs situé le long de la RT 50 (ex-RN 200). L'aéroport le plus proche est celui international de Bastia-Poretta, situé à 52 km au nord-est de la ville.

##### Maritimes
Corte est distant de 64 km du port de commerce de L'Île-Rousse le plus proche, de 71 km du port de commerce de Bastia, et de 80 km de celui d'Ajaccio.

## Urbanisme

### Typologie
Au 1er janvier 2024, Corte est catégorisée petite ville, selon la nouvelle grille communale de densité à sept niveaux définie par l'Insee en 2022.
Elle appartient à l'unité urbaine de Corte, une unité urbaine monocommunale constituant une ville isolée,. Par ailleurs la commune fait partie de l'aire d'attraction de Corte, dont elle est la commune-centre,. Cette aire, qui regroupe 34 communes, est catégorisée dans les aires de moins de 50 000 habitants,.

### Morphologie urbaine

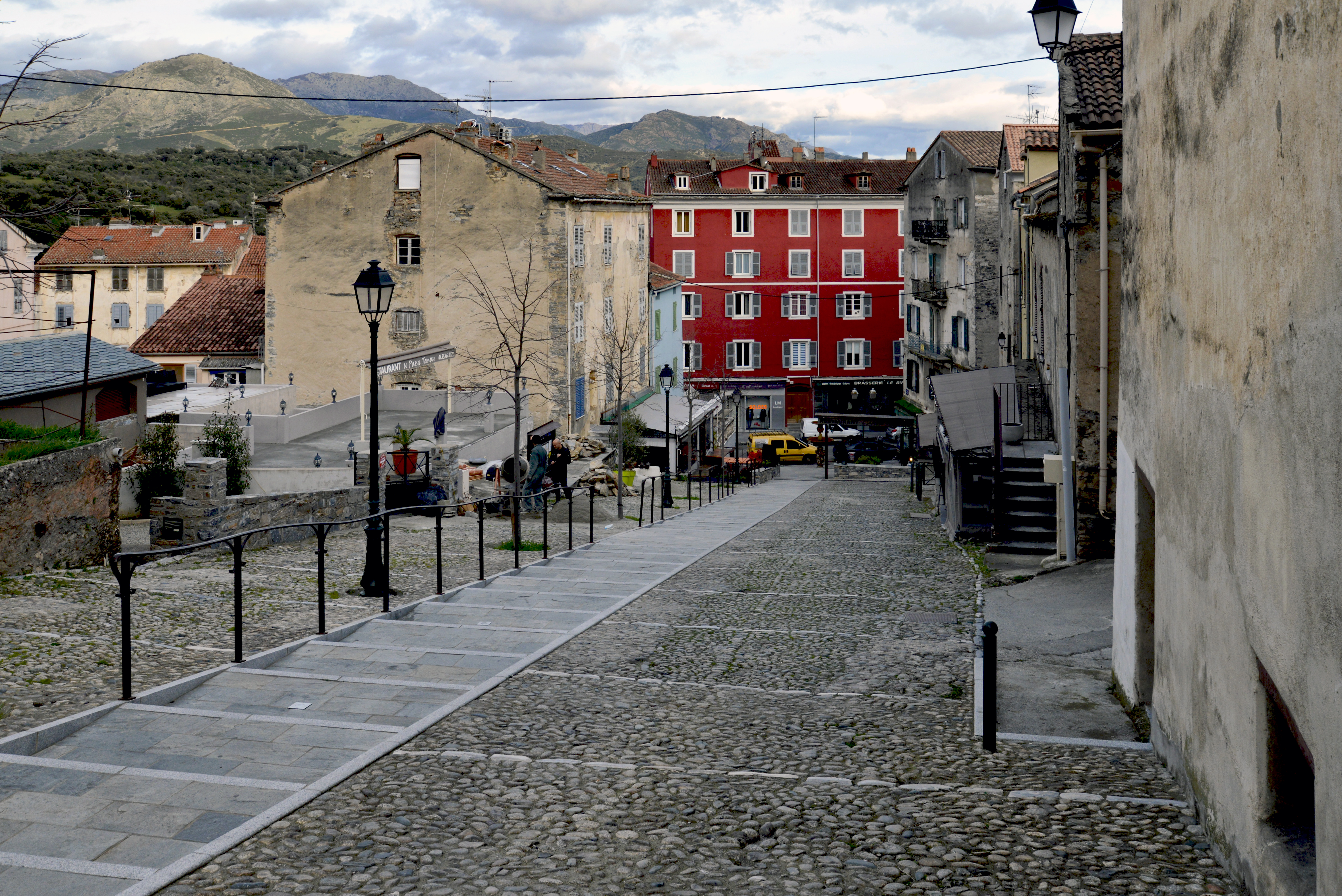
La rampe Sainte-Croix.

Corte est située au pied du massif du Monte Rotondo, deuxième plus haut massif de l'île. La ville s'étend entre 400 et 500 mètres d'altitude. Elle est implantée au confluent du Tavignano et de la Restonica, à 450 mètres d'altitude, au pied d'une citadelle perchée sur un piton rocheux.
Autour de la vieille ville construite aux pieds de la citadelle, soit le centre historique, se trouvent les anciens quartiers de Panate au nord, de Scarafaglie et de Porette au sud. Par la suite, la ville s'est développé au nord de Panate et plus récemment au sud-est, avec une zone d'activité artisanale le long de la route T 50, jusqu'à la Minoterie où se trouve la caserne de l'Unité d'instruction et d'intervention de la sécurité civile 5.
De par la présence de l'université à Porette, la construction de grands ensembles immobiliers a été rendue nécessaire pour satisfaire les besoins en locaux et logements toujours croissants.
Les quartiers Grossetti, avec le seul supermarché de la ville, à l'enseigne Casino, et de la gare avec, notamment, une superette à l'enseigne U express, un boulanger, un bar restaurant, et un magasin Hi-Fi, sont devenus les points forts de l'activité commerciale cortenaise.

### Occupation des sols

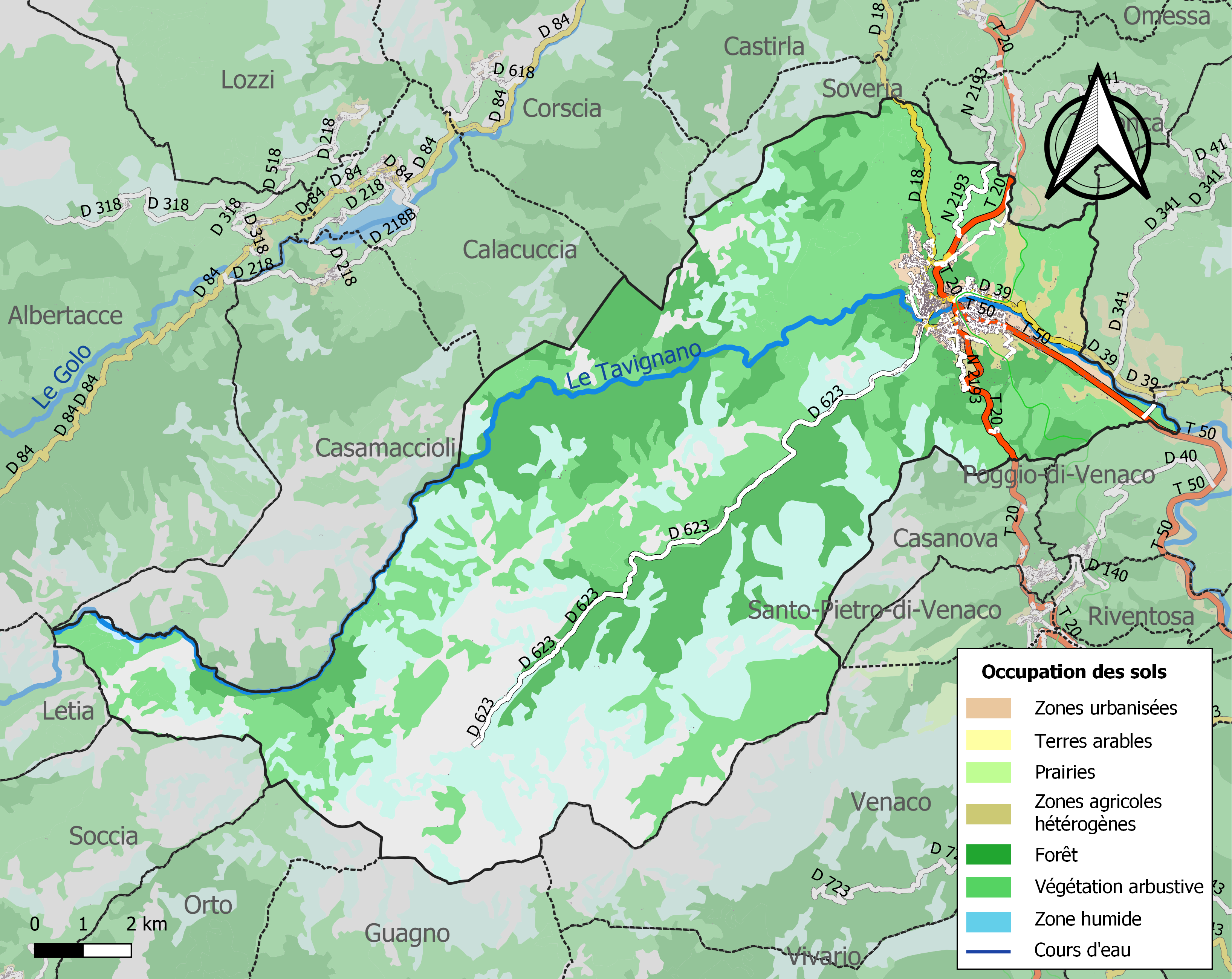
Carte des infrastructures et de l'occupation des sols de la commune en 2018 (CLC).

L'occupation des sols de la commune, telle qu'elle ressort de la base de données européenne d’occupation biophysique des sols Corine Land Cover (CLC), est marquée par l'importance des forêts et milieux semi-naturels (95,6 % en 2018), une proportion sensiblement équivalente à celle de 1990 (94,7 %). La répartition détaillée en 2018 est la suivante : 
espaces ouverts, sans ou avec peu de végétation (37,2 %), milieux à végétation arbustive et/ou herbacée (35,9 %), forêts (22,5 %), zones agricoles hétérogènes (2,1 %), zones urbanisées (2 %), zones industrielles ou commerciales et réseaux de communication (0,2 %), zones humides intérieures (0,1 %). L'évolution de l’occupation des sols de la commune et de ses infrastructures peut être observée sur les différentes représentations cartographiques du territoire : la carte de Cassini (XVIIIe siècle), la carte d'état-major (1820-1866) et les cartes ou photos aériennes de l'IGN pour la période actuelle (1950 à aujourd'hui).

## Toponymie
Le nom corse de la commune est Corti /ˈkɔrti/.
Selon la légende qui a pour origine une chanson de geste, Giovanni della Grossa a écrit : « Aiazzo (je continue l'histoire) régna quatorze ans et eut pour successeur son fils Corto ; celui-ci bâtit au milieu de l'île, en lui donnant son nom, la ville de Corte, afin de pouvoir surveiller de plus près les seigneurs particuliers et maintenir son autorité sur eux. »
Vers la fin du Moyen Âge, Truffetta de Covasina, descendant de Mayençais venus libérer l'île du joug sarrasin, prit aux Amondaschi Corte qu'il fortifia. Il ne put conserver de toutes ses conquêtes que la terre de Corte qu'il donna à son neveu Aldobrando, lequel fut la souche des gentilshommes Cortinesi. Ses habitants sont appelés aujourd'hui Curtinesi.

## Histoire

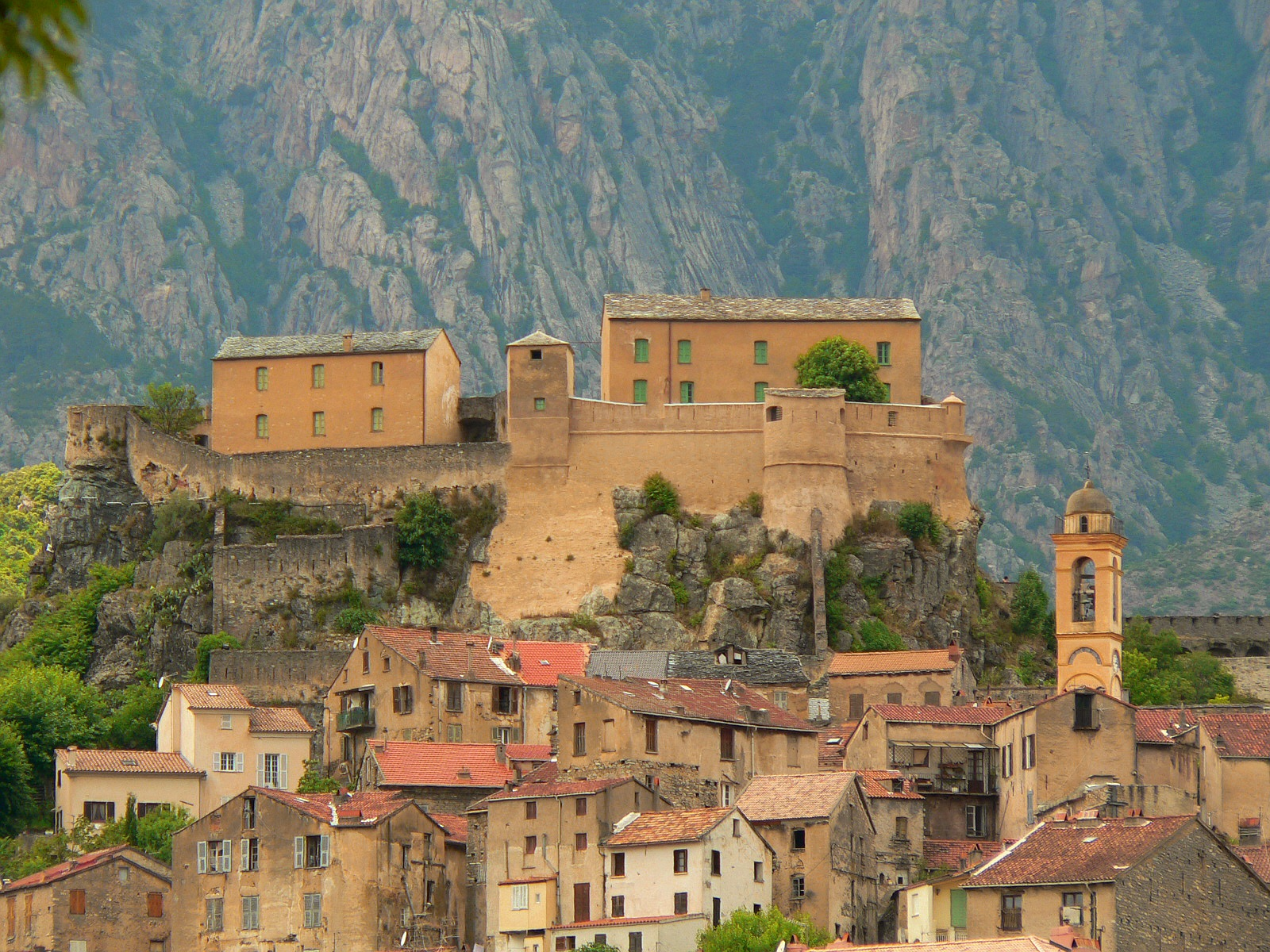
Vue de la citadelle.

Corte fut au XVIIIe siècle, le centre politique de l'île. Elle a été l'ancienne capitale de la Corse quand celle-ci était une République corse indépendante. Siège du Palazzu Naziunale sous Pascal Paoli, à l'époque déjà elle abritait une université, encore en activité aujourd'hui.

### Antiquité
Giovanni della Grossa qui a puisé les renseignements historiques sur les premiers temps de la Corse, de chansons de geste ou romans, raconte qu'un chevalier troyen appelé Corso, fils du duc Neupor, lequel était lui-même fils de Caro de Troie, roi des Troyens, partagea l'île entière entre les quatre fils qu'il eut de Sica, et son neveu ; il fit de son fils aîné Aiazzo roi d'Ajaccio et de l'île entière.
« Aiazzo régna quatorze ans et eut pour successeur son fils Corto ; celui-ci bâtit au milieu de l'île, en lui donnant son nom, la ville de Corte, afin de pouvoir surveiller de plus près les seigneurs particuliers et maintenir son autorité sur eux. »
Pendant la paix qui suivit la deuxième guerre punique, la République romaine et celle de Carthage qui étaient dans toute leur gloire, prétendaient toutes deux à la possession de la Corse. Quatre cents cavaliers et six cents fantassins de chaque côté, s'affrontèrent à Corte où se trouvait Brunoro le dernier roi de Corse, avec d'autres seigneurs et un grand nombre d'habitants de l'île. Marcus Vivolus se battit vaillamment et vainquit Corses et Carthaginois.

### Moyen Âge
La Corse fut possédée par les Romains jusqu'en l'an de grâce 600, d'abord sous la République, puis sous l'Empire et enfin sous l'autorité de l'Église. C'est à cette époque qu'un disciple de Mahomet nommé Hali, passa en Corse, en compagnie de Lancia Incisa, homme d'une force prodigieuse, qui était espagnol de nation. Ces deux hommes, l'un avec la prédication, et l'autre avec les armes, firent tant qu'à la fin ils chassèrent les Romains, se rendirent maîtres de l'île, et la convertirent à la foi mahométane. Lancia Incisa se fit roi. Les Maures occupèrent la Corse pendant cent soixante-six ans sous cinq rois qui se succédèrent dans l'ordre suivant : Lanza Incisa, Musi, Ferrandino, Scalabro et enfin Hugolone qui vécut au temps de Charlemagne.
Hugolone était à Corte lorsqu'il apprit que le comte Ugo Colonna avait débarqué à Aléria et s'en était rendu maître par la force des armes. Un combat sous forme de défi entre trois jeunes Maures et trois jeunes Romains tourna à l'avantage de ces derniers. Resserré dans Aléria, Ugo fit une sortie avec son armée rangée en bataille. Il vainquit Hugolone, lui tua plus de quatre cents hommes et le poursuivit jusqu'à Corte où Hugolone s'enferma. Le comte Ugo établit son camp dans la piève de Venaco, à l'endroit appelé la Pieve vecchia. Hugolone finit par quitter Corte qu'il laissa à Candabor, son neveu.
Ugo assiégea la ville de Corte depuis le mois de juillet jusqu'au mois de février suivant. Durant l'hiver, il neigea beaucoup ; les assiégés sortirent afin de prendre des mouflons que la neige obligeait de descendre dans les parties basses. Ugo, voyant la ville presque sans habitants, fit partir tout à coup Bianco, son fils, qui entra à Corte et tua Candabor. Ugo s'empara ainsi de la ville, la mit à sac, chassa la garnison, ruina le château, et réduisit la population en servitude. Il construisit ensuite un palais, à l'endroit appelé il Poggio (Poggio-di-Venaco), pour en faire sa résidence.
« Après une bataille, pendant laquelle Ugo Colonna a fait preuve de beaucoup malice par rapport aux combattants de Nugulone qui sont présentés comme courageux et sans vices, les armées “ Maures ” se réfugient à Corte qui résiste héroïquement à Ugo Colonna. De véritables sarrasins auraient sans doute pris la mer pour fuir ; ils n’auraient pas rejoint les montagnes ! Les Chevaliers prennent Corte, massacrent la population, rasent les maisons et entreprennent la construction du Palazzo de Poggio de Venaco ».
Ugo donna à Amondo Nasica qui l'avait accompagné sur l'île avec Guido Savelli, Avoglino (ou Giovellina) avec tout le bassin du Golo ; c'est cet Amondo qui a donné son nom aux Amondaschi.
Truffetta de Covasina alla attaquer à Talcini les Amondaschi. Avec l'aide d'autres familles, il s'empara de Corte qu'il fortifia. Mais à la fin il ne put conserver de toutes ses conquêtes que la susdite terre de Corte qu'il donna à son neveu Aldobrando, lequel fut la souche des gentilshommes Cortinesi.

« E passando [Troffetta di Covasina] per Tavigani, vette un poggio che era una ogliastriccia e se vuoli dire luogo dove erano alberi di olive salvagie in quello dove è ora Corti e che prima si chiamava Cortti, e fecielo fortificare. »

— Giovanni della Grossa in Cronica - Bulletin de la Société des sciences historiques et naturelles de la Corse, 313e à 324e fascicules 1907, p. 93.
Au XIIIe siècle, la Castagniccia, les pièves de Venaco et de Talcini sont sous le contrôle des Cortinchi. Guglielmo Cortinco eut à combattre des familles de gentilshommes qui étaient devenues fortes et puissantes, dont celle de Tralonca à Talcini.
D'après les chroniqueurs, ces territoires ont été conquis sur les Amondaschi. Le réseau de fortifications « Cuota - Riventosa - Tusani - Reio - Corte » constitue une ligne nord-sud régulière qui coupe le territoire en son milieu. Chaque château est distant de l'autre de 2,5 à 3,5 km environ. En 1289 trois d'entre eux, Reio, Riventosa et Tusani, sont détruits en tout ou en partie par l'armée de Luchetto Doria, lequel avait été envoyé dans l'île avec le titre de vicaire général de la Commune et avec pour mission, de soumettre les seigneurs insulaires.
- 1325-1326 ? - Gênes intervient en Corse qui passe sous son autorité. Des gouverneurs sont envoyés sur l'île. Galeazzo di Campo-Fregoso possédait les forteresses de San Firenzo, de Biguglia, de Bastia et de Corte.
- 1359 - Le territoire compris entre Brando et Aléria, Corte et la mer, qui s'est libéré du joug féodal, s'allie à la commune de Gênes.
- 1418 - Les évêques et autres adversaires des Génois eurent à peine appris l'arrivée du comte Vincentello d'Istria qu'ils reprirent les armes et se retirèrent à Corte. De là, ils envoyèrent demander du secours au comte ; les nouveaux événements leur avaient fait oublier leurs anciens griefs. Le comte chargea Giovanni de continuer le siège de Cinarca, et se rendit à Corte. Dès qu'il fut arrivé, il fit construire le château qui est encore debout, et en confia la garde à Bonristoro de Carpaggiuolo, qui était de sa famille. Pendant que le comte était à Corte, le Génois Piero Squarciafico passa de ce côté avec des forces considérables pour l'assiéger dans cette ville. Se reposant à Tralonca, il y fut attaqué par le comte qui devint maître de tout l'En-Deçà-des-Monts.
- 1420 - Vincentello poursuit le gouverneur en Balagne où il est battu. Il retourne à Corte qui est assiégé par le gouverneur.
- 1426 - Un synode provincial se tient à Corte. Y participent tous les évêques de l'île, suffragants, vicaires, chanoines, piévans, enfin le clergé presque tout entier. De plus, par ordre du comte Vincentello, alors seigneur de la Corse, tous les seigneurs, les gentilshommes, les caporaux et les autres principaux habitants de l'île y assistèrent de leur côté. Par ordre du pape, Vincentello était le protecteur du synode pour ce qui regardait les décisions.
- 1436 - Paolo della Rocca est proclamé comte de Corse. À peine proclamé, Paolo passa d'abord à Corte qu'il occupa. Puis, se voyant tout d'un coup abandonné de ses partisans, Paolo entra en accord avec ses adversaires ; il leur remit Corte pour deux cents écus et retourna dans sa seigneurie.
- 1437 - Deux frères génois, Giovanni et Nicolò, fils du gouverneur Raffaello de Montalto, s'emparèrent de Bastia, de Biguglia et de Corte.
- 1438 - Tommasino de Campofregoso (?), doge de Gênes, envoya dans l'île comme gouverneur Janus, son neveu. À peine arrivé, Janus se fit donner, sans rencontrer de résistance, Bastia, Biguglia et Corte. Janus cherchait à se faire des amis puissants ; il s'était rapproché de Vincentello d'Istria, et afin de pouvoir compter davantage sur sa fidélité, il lui donna le château de Corte.
- 1444 - Lorsque le commissaire Monaldo de Terrani se fut rendu maître du pays, il reçut la soumission de Vincentello et de Francesco d'Istria, qui lui livrèrent Corte.
- 1445 - Après que les caporaux l'eurent reconnu pour leur seigneur et leur chef, Rinuccio de Leca franchit les Monts avec de nombreux partisans, arriva à Corte où il s'unit aux caporaux et occupa le château.
- 1456 à 1474 - Édification du couvent San Francesco de Corte par les Franciscains, ordre mendiant qui avait abordé l'île une première fois au XIIIe siècle quasi simultanément par le sud à Bonifacio (1215) et par le nord à Nonza (1236).

### Temps modernes
Après les guerres menées sur l'île par Giovan Paolo della Rocca (castello de Leca), Rinuccio de Leca (castello de Cinarca) et Rinuccio Della Rocca, la Corse semble se recueillir avant de recommencer avec l'appui des Français, et plus tard sous la conduite de Sampiero, cette lutte au bout de laquelle elle devait succomber encore une fois sanglante, épuisée.
- 1511- Toute l'île passe sous le contrôle direct de Gênes.

#### Durant la première guerre, celle que les Français et les Corses firent aux Génois
- 1553 - Corte est prise par les Français. monseigneur Paul de Thermes, lieutenant général du roi en Italie, fit marcher en même temps sur Corte, avec ses compagnies gasconnes, le capitaine Vallerone, auquel il adjoignit Sampiero de Bastelica au service du roi de France, François Ier ; il voulait s'emparer de ce château qu'il savait défendu par une garnison insuffisante et mal approvisionnée, et soumettre le pays, afin de déjouer les projets que pourraient former les commissaires génois. Sampiero et Vallerone prirent Corte sans coup férir ; « ils étaient encore à plusieurs milles de Corte, lorsque les Commissaires s'étant enfuis, on leur envoya les clefs du château »[22]. Mais peu de temps après, Thermes peu confiant et prudent, retira de Bonifacio la garnison italienne, et de Corte la garnison corse, et mit dans ces deux places des Gascons.
- 1554 - Les Génois partent à la reconquête pour la possession et la souveraineté de la Corse. Toutes les places fortes du Deçà des Monts retombent aux mains des Génois, à l'exception du château de Corte que défendait une forte garnison de Gascons. Corte est reprise par les troupes génoises du prince D'Oria, comprenant Orazio Brancadoro avec cinq compagnies italiennes, le comte Girolamo di Sanguine de Naples, avec sept compagnies de bannis napolitains ainsi que quelques autres compagnies également italiennes en garnison à Calvi et à Brando. Le Génois Visconte Cicala, capitaine marin au service de l'empereur, fut choisi pour commander l'expédition. « Celui-ci, pour battre le château, fit prendre sur les galères deux demi-pièces qu'il débarqua sur la plage d'Ostricone et qu'il fit garder par deux compagnies. Il ordonna aux paysans des environs de mettre d'abord les chemins en bon état et de conduire peu à peu avec leurs bœufs ces deux canons du côté de Corte. »[22]. À leur arrivée, les canons sont positionnés au-dessous du château, dans le cimetière de l'église Saint-Marcel ; ils eurent à peine tiré quelques coups que le capitaine gascon qui commandait la garnison se laissa effrayer et se rendit.

Après avoir occupé le château, Cicala l'approvisionna pour quatre mois, y laissa une garnison de quarante Italiens et pour commissaire le citoyen génois Pagano de' Ferrari. Accompagnés, les Gascons sortirent du château et purent partir sans qu'aucun mal ne leur soit fait. Agostino Spinola lieutenant général de l'île, envoya à Corte des hommes sur lesquels il pouvait compter. Ainsi partirent de Bastia le commissaire Polo Casanova et Brancadoro avec huit compagnies parmi lesquelles étaient celle de Giordano de Pino, et de Calvi, Alessandro Spolverino de Vérone, avec six compagnies, quatre italiennes et deux corses, celle d'Anton Paolo de St-Antonino et celle de Michel Agnolo de Calvi. C'était Brancadoro qui devait commander toutes ces forces.
Le 3 octobre, Francesco Sornacone de Bastelica, à la solde des Génois, qui était investi dans le château de Corte, et avait attendu de longs jours des secours, apprit qu'ils avaient été battus ; il se rendit. Thermes venait de reconquérir le château de Corte ; il y mit une forte garnison, avec des provisions suffisantes, et en fortifia les points les plus faibles.
En novembre, Thermes envoya dans le Deçà des Monts un « Auditeur » nommé Giovan Batista Azzale, de la Romagne. Celui-ci rendit la justice aux populations jusqu'au mois de janvier suivant, tenant son tribunal une partie du temps à Corte, une autre à Tallone et enfin à Campoloro.
Le roi de France rappelle Thermes et y envoie Giordano Orsino qui pouvait reprendre les armes. Giordano Orsino, était un jeune officier qui avait été nommé par Thermes son lieutenant général et gouverneur de la forteresse de Saint-Florent. Il envoya à Corte un juge nommé Giovan Michele Pertuso de Raconisi, en Piémont, pour administrer la justice à toutes les populations.
- 1556 - Avant son départ, Giordano Orsino voulut encore tenir à Corte une assemblée générale. L'assemblée renvoyée à plusieurs reprises, se réunit enfin vers le milieu de septembre. Presque tous les principaux de l'île y assistèrent, surtout ceux qui avaient fait la guerre au service des Français. Chaque pieve était représentée par deux procureurs. Deux procureurs sont élus au nom de l'île entière : Giacomo de la Casabianca et Leonardo de Corte.

#### Durant la seconde guerre, celle de Sampiero contre les Génois
- 1564 - Le 12 juin, Sampiero de Bastelica débarque dans le golfe de Valinco avec une petite troupe et marche sur Corte. Lorsqu'il arrive, Giovan Battista Spinola, voyant qu'il n'avait plus de secours à attendre, se rend à lui le deuxième jour après avoir obtenu la vie sauve. Sampiero, maître du château, y laissa une garnison de trente arquebusiers[23].
- 1565 - le 18 août, Sampiero passa à Corte et confia la garde du château à Piero de Piè d'Albertino, et à Vincentello de Pastoreccia di Rostino, avec une compagnie de trente-deux hommes.

le 25 août les Génois poursuivirent leur marche et arrivèrent le soir à Corte. Le lendemain, ils commencèrent à battre le château et continuèrent à le battre sans relâche jusqu'au troisième jour, à l'heure des vêpres. Après avoir ouvert une brèche, Stefano D'Oria commanda un assaut vigoureux. Cinquante Génois environ pénétrèrent dans le château, mais les assiégés les repoussèrent vaillamment à deux reprises. À la nuit, les assiégés, voyant qu'ils ne pouvaient se défendre, abandonnèrent le château et s'échappèrent en fuyant du côté de la rivière.
- 1568 - Alfonso le fils aîné de Sampiero, auquel son père a laissé tout son pouvoir, fit restaurer en partie le fort de Corte et y mit comme garnison tous les Gascons qu'il avait avec lui.

#### La Corse française
- 1768 - Le 15 mai est signé le traité de Versailles par Choiseul et Agostini Paolo Domenico Sorba, plénipotentiaire, au nom de la République : la République cède provisoirement, à la France, ses droits sur la Corse ; elle se réserve d'en réclamer la restitution le jour où elle sera en état de solder les dépenses occasionnées par l'expédition française ; le roi garantit les possessions continentales de la République et s'engage à lui restituer l'Île de Capraia ; en un article séparé et secret, le roi offre une somme de 200 000 livres pendant 10 ans.
- 1769 - De Vaux est nommé commandant en chef des troupes françaises en Corse. Débarqué le 9 avril à Saint-Florent, il pénètre dans Corte le 22 mai.

#### Durant la Révolution française
- 1789 - Fin avril-début mai, les onze juridictions royales de l'île : Aiacciu, Aleria, Bastia, Bonifaziu, Calvi et Balagna, Capicorsu, Corti, A Porta d’Ampugnani, Nebbiu, Sartè et Vicu, tiennent des assemblées pour rédiger les cahiers de doléances et élire leurs représentants à l’assemblée générale de l’île.

Le 5 juin, Francescu Gafforj, de Corte, fils de Ghjuvan Petru Gafforj, chef de la nation corse assassiné en 1753, est suppléant du député élu par la noblesse de Corse, le comte Matteu Buttafocu, du Vescovato, maréchal des camps des armées du roi.
18 août à Corte, une assemblée révolutionnaire décide de changer tous les officiers municipaux.
- 1790 - Le 26 février, un décret de l’Assemblée nationale fixe le nom, l’étendue, les limites et les districts des 83 départements. Corte devient l'un des neuf districts du département de la Corse. Le district est partagé en cantons (avant on disait pievi), le canton en communes.

18 mai, double élection des officiers municipaux à Corte où s’affrontent Gafforistes et Paolistes.
Le 14 juillet éclate une émeute à Corte, des morts et des blessés, une maison incendiée, sans que les autorités (Bartulumeu Arrighi, l'un des deux maires, et Francescu Gafforj, commandant du régiment provincial) n'interviennent. Le 17, le Comité supérieur décide du principe d’une marche générale sur Corte. Mais l’envoi de la troupe, dans un premier temps envisagé, sera annulé, la population de Corte ayant envoyé une députation à Paoli lui déclarant vouloir se soumettre aux lois et à la Constitution.
Le 26 juillet, le Comité supérieur assigne Francescu Gafforj à résidence dans sa maison.
Le 21 août, Corte devient le siège d'un tribunal de district du département par décret de la Constituante.
- 1791 - Le 14 juin à Corte, session extraordinaire du Conseil général d’administration du département qui décide que le siège du Directoire du département est provisoirement transféré à Corte, Bastia perdant ses prérogatives de capitale.

Le 18 juin, la séance de la Constituante est consacrée aux affaires de Corse, l’Assemblée approuve les décisions du Conseil général du département et décrète notamment que le Directoire du département et l’évêché restent provisoirement à Corte.
Le 28 juin, l’Assemblée nationale confirme la décision du Directoire du département concernant le transfert du gouvernement de l’île à Corte et fixe le siège provisoire de l’évêché à Ajaccio.
Du 13 au 30 novembre à Corte, deuxième assemblée électorale depuis la Révolution française. Pascal Paoli est élu président. Du 17 au 22, sont élus les députés pour représenter la Corse à l’Assemblée législative. Parmi eux, Don Petru Ghjuvan Tumasgiu Boerio, de Corte. Le 29, en vertu du décret de la Constitution du 18 juin, l’assemblée fixe le chef-lieu du département à Corte et le siège de l’évêché à Ajaccio.
- 1792 - Fin janvier ou début février, Constantin-François de Chassebœuf, comte de Volney, arrive en Corse comme directeur général du commerce et de l’agriculture de l’île. Il rencontre à Corte le lieutenant Bonaparte et se rend à Ajaccio avec lui.

Le 15 mars, Paoli au comte Petru Paulu Colonna Cesari Rocca, de Quenza, député nommé colonel de la gendarmerie en Corse le 8 décembre 1791 : « Saliceti désire ma présence à Corte pour que, dit-il, le Directoire soit plus uni et efficace. Si l’on désire mon avis, je peux aussi bien le faire connaître par écrit ».
Ghjiseppu Bonaparte, frère de Napoléon Bonaparte, siège au Directoire du département à Corte.
Le 7 juin, Pasquale Paoli abandonne sa retraite de Monticello pour se rendre à Corte et se mettre à la tête de l’administration du département. Courant novembre, Pasquale Paoli est immobilisé à Corte par une crise de sciatique et de cystite.
Du 12 au 23 novembre, se tient une troisième assemblée électorale au cours de laquelle Pasquale Paoli est élu président à l’unanimité ; mais malade, il ne prend aucune part aux délibérations. Saliceti, élu vice-président, le remplace.
- 1792 - Le 19 septembre, le Conseil exécutif de l’Assemblée nationale ordonne une expédition en Sardaigne à partir de la Corse (le 16, il avait décidé une attaque générale des possessions du roi de Sardaigne). Pasquale Paoli sera chargé de l’opération et Mariu Peraldi envoyé en Corse pour la préparer.

Début novembre, le contre-amiral Truguet qui, avec le général Anselme, avait le commandement de l'opération, écrit à Paoli pour lui demander de rassembler à Ajaccio les troupes que la Corse peut fournir pour l’expédition de Sardaigne. À aucun moment, Paoli, qui avait pourtant le commandement militaire de l’île, n’avait été consulté.
Le 21 septembre, en première séance publique, la Convention nationale décrète que la royauté est abolie en France, laissant place à la République française.
- 1793 - Le 2 janvier, Paoli, qui vient de confier à Colonna Cesari l’attaque de diversion à l’île de la Maddalena, au nord de la Sardaigne, demande au ministre de la Guerre qu’il lui soit donné le grade de maréchal de camp.

Le 14 février, Truguet débarque le corps expéditionnaire pour prendre la ville de Cagliari. C’est un échec ; les troupes rembarquent.
Le 18 avril, des manifestations non violentes ont lieu à Corte, où la cocarde nationale est arrachée, contre le décret de l’Assemblée du 2 avril accusant Pascal Paoli de traîtrise, et la dissolution du régiment suisse à la solde de la France dont il dispose « pour exercer son despotisme ».
Le 27 avril, dans une lettre adressée à ses collègues parisiens, Saliceti écrivait : « C’est à la prière de Paoli que le rassemblement de Corti s’est dissout ; c’est d’après son opposition que quelques paysans ont cessé de forcer les citoyens à quitter la cocarde nationale ».
En mai, des hommes sont envoyés de Corte pour arrêter les Bonaparte, dont la maison est saccagée. Avertis, ils avaient réussi à leur échapper.
Du 26 au 29 mai à Corte, se tient une consulte sous la présidence provisoire du doyen d’âge Anton Francescu Grimaldi, avant que cette présidence soit donnée à Paoli. La Consulte vote sa confiance à Paoli qui exprime ses sentiments de fidélité à la République française. Les Bonaparte sont déclarés traîtres à la patrie. La résistance armée est organisée.
Le 11 août, la Convention décide que les départements de l’île de Corse s’appelleront Golo (chef-lieu : Bastia, districts : Bastia, Calvi et Corte) et Liamone (chef-lieu : Aiacciu, districts : Aiacciu, Vicu et Sartè).
Le 25 août depuis Corte, Paoli écrit au vice-amiral lord Samuel Hood, commandant de la flotte britannique en Méditerranée pour demander la protection de Sa Majesté britannique pour assurer « l’existence politique » des Corses et donc l’intervention de la flotte.
- 1794 - Le 3 janvier à Corte, proclamation du Conseil général pour demander au peuple corse, au nom de ses ancêtres, de défendre sa liberté et sa religion contre un pouvoir sanguinaire et tyrannique.

Le 7 janvier ont lieu à Corte les obsèques de Clemente Paoli, frère de Pascal Paoli, qui avait été élu président permanent du Comité supérieur, chargé notamment de veiller à l’exécution des décrets de l’Assemblée nationale.
Du 10 au 21 juin à Corte, consulte générale du peuple corse. Le 14 juin, Paoli est élu président. « Il demande de se prononcer sur une rupture possible avec la France, déjà confirmée par les faits, et, dans ce cas, de passer sous la protection de la Grande-Bretagne avec une constitution qui assurera la liberté au peuple. - Le 15, l’assemblée approuve l’action de Paoli depuis la consulte de mai 93 et vote le décret qui sépare la Corse de la France. - Le 19, l’assemblée vote une Constitution qui fait de la Corse une nation indépendante sous la protection de l’Angleterre... - Antoine Dominique Monti in La Révolution française et la Corse (22 mars 1789-21 juin 1794) - Chronologie ADECEC Cervioni 1989. ». Le 21 juin, la Grande-Bretagne valide la fondation de l'éphémère Royaume anglo-corse, dont Corte est la capitale du 21 juin au 4 octobre 1794, date à laquelle la capitale est transférée à Bastia jusqu'à la dissolution du royaume en 1796.

### Époque contemporaine

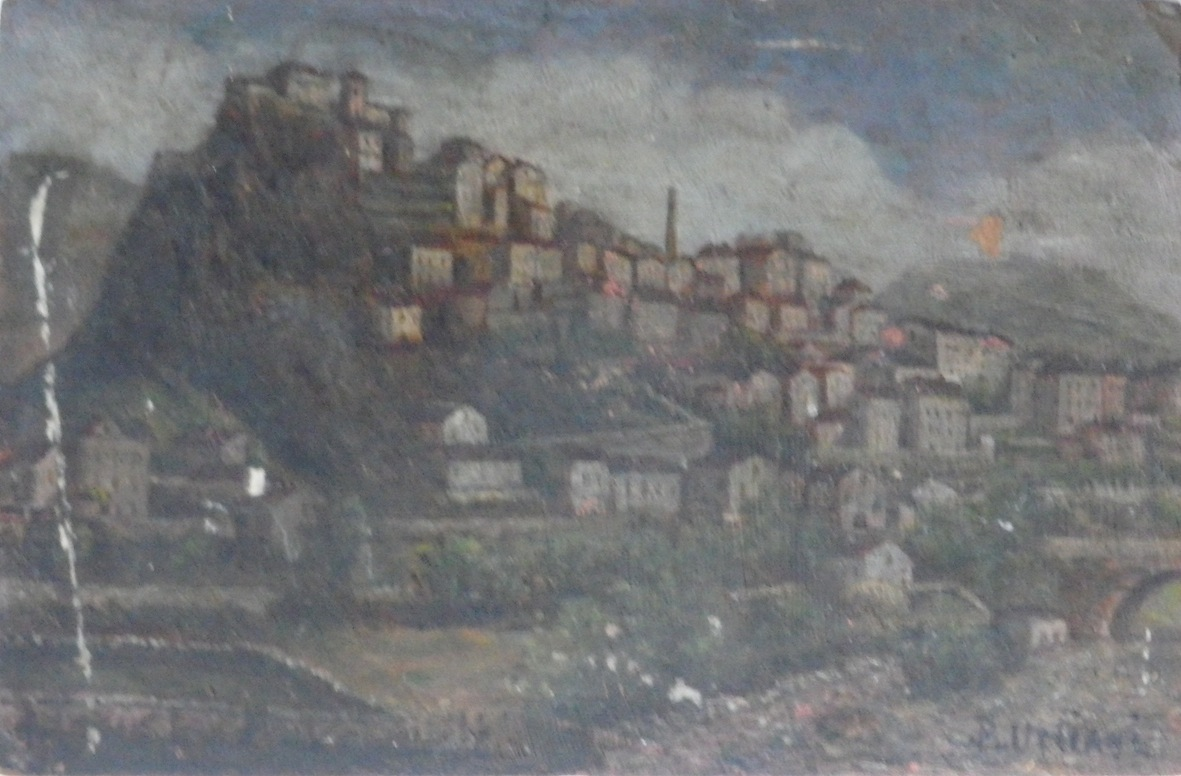
Corte (vers 1880), tableau de Pierre Ucciani, Collection Ucciani.

Durant la Seconde Guerre mondiale et l'occupation italienne, les premiers membres de la mission secrète Pearl Harbour (Toussaint et Pierre Griffi, Laurent Preziosi et Roger de Saule) sont venus coordonner le 2e réseau de résistance de la région après avoir créé le premier dans la région de Piana/Cargèse. Ils débarquèrent clandestinement du sous-marin Casabianca dans la baie de Topiti le 14 décembre 1942.
La maison de la famille Letchi, située au 10 rue des Deux-Villas, abrita un poste émetteur clandestin à la même époque et contribua à l'organisation des réseaux de résistance. Une plaque posée sur la façade de la maison rappelle ce lieu.
Rouverte en 1981, l'université de Corse Pascal-Paoli accueillait en 2007 4 900 étudiants, ce qui en fait la plus petite ville de France ayant le siège d'une université. Des administrations régionales sont également implantées dans la ville, qui bénéficie outre son passé historique d'une position centrale au sein de l'île.

## Politique et administration

### Budget et fiscalité 2019
En 2018, le budget de la commune était constitué ainsi :
- total des produits de fonctionnement : 8 467 000 €, soit 1 135 € par habitant ;
- total des charges de fonctionnement : 7 187 000 €, soit 963 € par habitant ;
- total des ressources d'investissement : 2 875 000 €, soit 385 € par habitant ;
- total des emplois d'investissement : 2 461 000 €, soit 330 € par habitant ;
- endettement : 1 960 000 €, soit 263 € par habitant.

Avec les taux de fiscalité suivants :
- taxe d'habitation : 31,91 % ;
- taxe foncière sur les propriétés bâties : 19,82 % ;
- taxe foncière sur les propriétés non bâties : 69,03 % ;
- taxe additionnelle à la taxe foncière sur les propriétés non bâties : 37,15 % ;
- cotisation foncière des entreprises : 20,66 %.

### Politique de développement durable
La commune a engagé dans une politique de développement durable en lançant une démarche d'Agenda 21 en 2008.

### Jumelages
- Nuoro (Italie)
- Bergame (Italie)

## Population et société

### Démographie
L'évolution du nombre d'habitants est connue à travers les recensements de la population effectués dans la commune depuis 1800. Pour les communes de moins de 10 000 habitants, une enquête de recensement portant sur toute la population est réalisée tous les cinq ans, les populations de référence des années intermédiaires étant quant à elles estimées par interpolation ou extrapolation. Pour la commune, le premier recensement exhaustif entrant dans le cadre du nouveau dispositif a été réalisé en 2007.

En 2022, la commune comptait 7 737 habitants, en évolution de +4,71 % par rapport à 2016 (Haute-Corse : +5,15 %, France hors Mayotte : +2,11 %).
| 1800  | 1806  | 1821  | 1831  | 1836  | 1841  | 1846  | 1851  | 1856  |
| ----- | ----- | ----- | ----- | ----- | ----- | ----- | ----- | ----- |
| 2 092 | 3 073 | 2 735 | 3 282 | 3 587 | 3 505 | 4 599 | 4 719 | 4 676 |

| 1861  | 1866  | 1872  | 1876  | 1881  | 1886  | 1891  | 1896  | 1901  |
| ----- | ----- | ----- | ----- | ----- | ----- | ----- | ----- | ----- |
| 5 754 | 6 094 | 5 426 | 5 018 | 5 136 | 5 002 | 5 029 | 5 000 | 5 425 |

| 1906  | 1911  | 1921  | 1926  | 1931  | 1936  | 1946  | 1954  | 1962  |
| ----- | ----- | ----- | ----- | ----- | ----- | ----- | ----- | ----- |
| 5 188 | 5 211 | 5 094 | 5 267 | 5 396 | 6 014 | 5 310 | 5 033 | 5 066 |

| 1968  | 1975  | 1982  | 1990  | 1999  | 2006  | 2007  | 2012  | 2017  |
| ----- | ----- | ----- | ----- | ----- | ----- | ----- | ----- | ----- |
| 4 948 | 5 230 | 5 177 | 5 693 | 6 329 | 6 735 | 6 747 | 7 280 | 7 446 |

| 2022  | - | - | - | - | - | - | - | - |
| ----- | - | - | - | - | - | - | - | - |
| 7 737 | - | - | - | - | - | - | - | - |

Corte avec plus de 7 000 habitants, est la ville corse la plus peuplée de l'intérieur. Ses habitants sont appelés les Cortenais (Curtinesi).

### Enseignement
Corte est le siège de l'université de Corse Pascal-Paoli qui enseigne le droit, l'économie, la gestion, les lettres, les sciences humaines, les sciences et techniques, la formation continue. Elle a aussi une école d'ingénieurs Paoli Tech. Elle est également le siège du Fonds régional d'art contemporain de la région corse.
L'université de Corse Pascal-Paoli propose également une PACES (Première Année Commune aux Études de Santé).
On recense à Corte :
- 3 écoles maternelles publiques (dont une école bilingue, français et corse)
- 3 écoles primaires (dont une école bilingue.
- le Collège public Pascal Poli (384 élèves)
- le Lycée public Pascal Paoli (294 élèves), avec enseignement en corse et en français.

### Manifestations culturelles et festivités

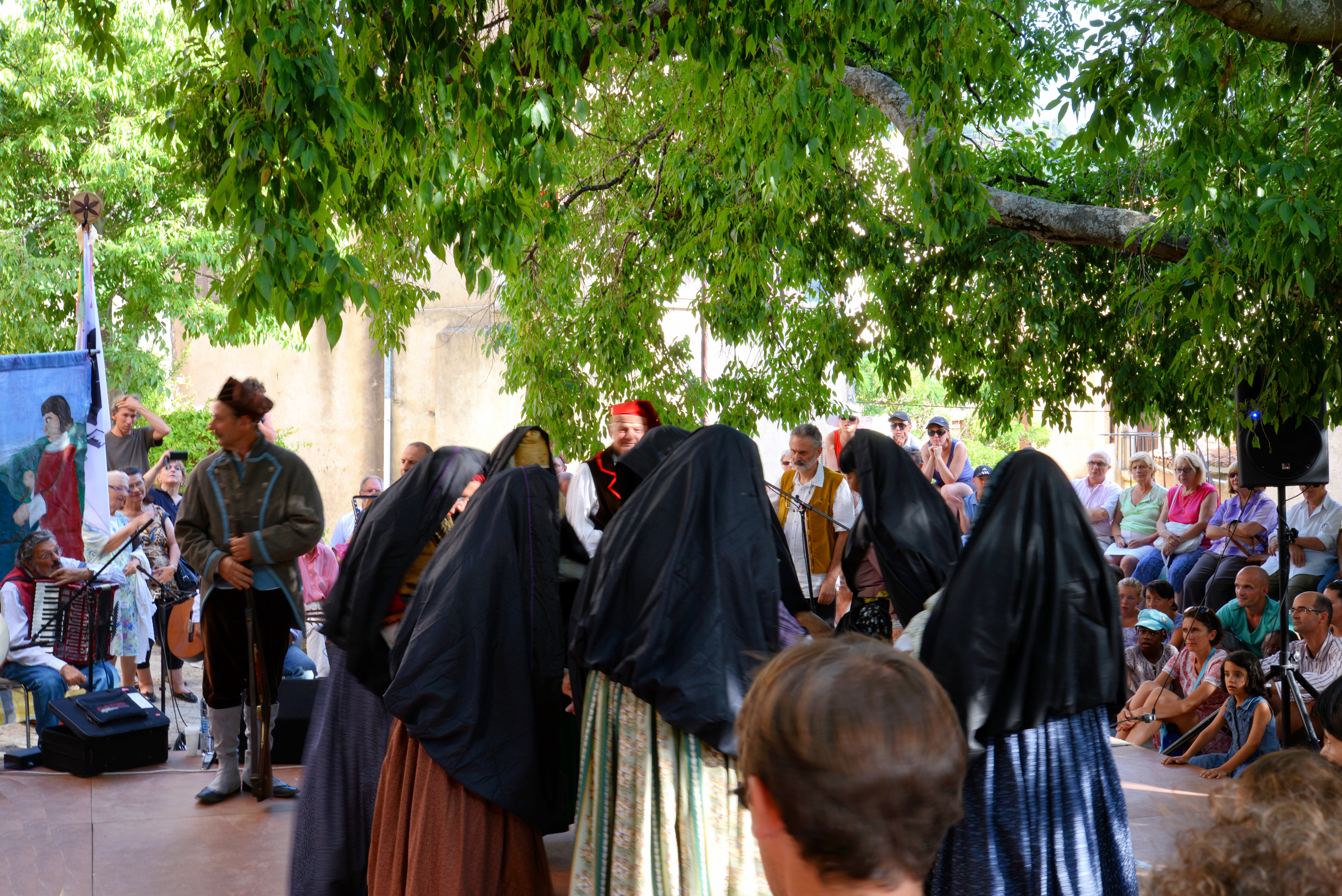
Ochju a Ochju en représentation à la foire de l'Amandier d'Aregno.

Corte a été le siège de la maintenance des confréries de pénitents du 18 au 20 mai 2007 (500 confrères présents). Une grande procession a eu lieu dans la ville depuis l'église de l'Annonciation.
Corte est la ville où se trouve U museu di a Corsica (le musée de la Corse), en contrebas de la citadelle.
L'association Ochju a Ochju de Corte (secteur d'activité Arts du spectacle vivant) a créé les costumes traditionnels qui étaient portés dans les microrégions corses aux XVIIe et XVIIIe siècles. Elle participe aux spectacles de musique et de danses ainsi qu'à l'animation de foires traditionnelles sur l'île.

### Santé
Des cabinets de médecins libéraux tous secteurs sont dispersés dans la ville, avec la présence de trois pharmacies.

#### Centre hospitalier intercommunal Corte-Tattone
La ville est dotée d'un petit hôpital régional qui est jumelé avec celui de Tattone. Il compte trois sites différents, d'une capacité totale de 171 lits et places :
- Site Santos Manfredi (75 places) à Corte ;
- EHPAD (60 places)
- MAS - Maison d'accueil spécialisée de 36 places à Tattone (Vivario).

### Sports
La ville de Corte possède plusieurs clubs à l'échelon national.
- Football, l'USCC est en 2008 en CFA2 et cela depuis deux années, le club compte un match contre Rennes en 32e de finales de la coupe de France en 2005/2006.
- Handball, le HB Corte s'est maintenu en National 2 lors de la saison 2006/2007.
- Volley-ball, les filles de l'Inter Cortenais sont parvenues à monter en National 3 pour la seconde fois dans l'histoire du club.
- Football, l'équipe de l'université a réussi plusieurs exploits au championnat universitaire les années précédentes.
- Rugby, un nouveau club a vu le jour en 2021 et existence d'une équipe universitaire féminine et masculin.
- Cyclisme, passage de la 2e étape du Tour de France 2013

Elle compte également avec le stade Santos-Manfredi (en corse : Stadiu Santos Manfredi) un stade omnisports français, servant principalement pour le football et l'athlétisme, situé dans le quartier de Porette
Le stade, doté de 2 000 places et inauguré en 1921, sert d'enceinte à domicile à l'équipe de football de l'Union sportive des clubs du Cortenais. Il porte le nom de Toussaint « Santos » Manfredi, homme d'affaires local ayant fait fortune en Amérique latine.

### Médias
Films tournés à Corte :
- 1997 : Les Randonneurs de Philippe Harel avec Benoît Poelvoorde et Vincent Elbaz
- 2005 : Mission insulaire de Thierry Lorenzi

### Cultes
- Le culte pratiqué est le catholicisme. La paroisse[33] (Notre-Dame de l'Annonciade) relève du diocèse d'Ajaccio.
- Centre Confession Bouddhiste[34].
- Mosquée, lieu de culte musulman[35].

## Économie

### Entreprises et commerces

#### Agriculture
- I.N.R.A.Elevage.
- Élevages de bovins.

#### Tourisme
- Hôtels[36].
- Restaurants[37].
- Gîtes et chambres d'hôtes[38].
- Campings[39].

#### Commerces
- Commerces de proximité.

## Culture locale et patrimoine

### Lieux et monuments

#### Citadelle de Corte

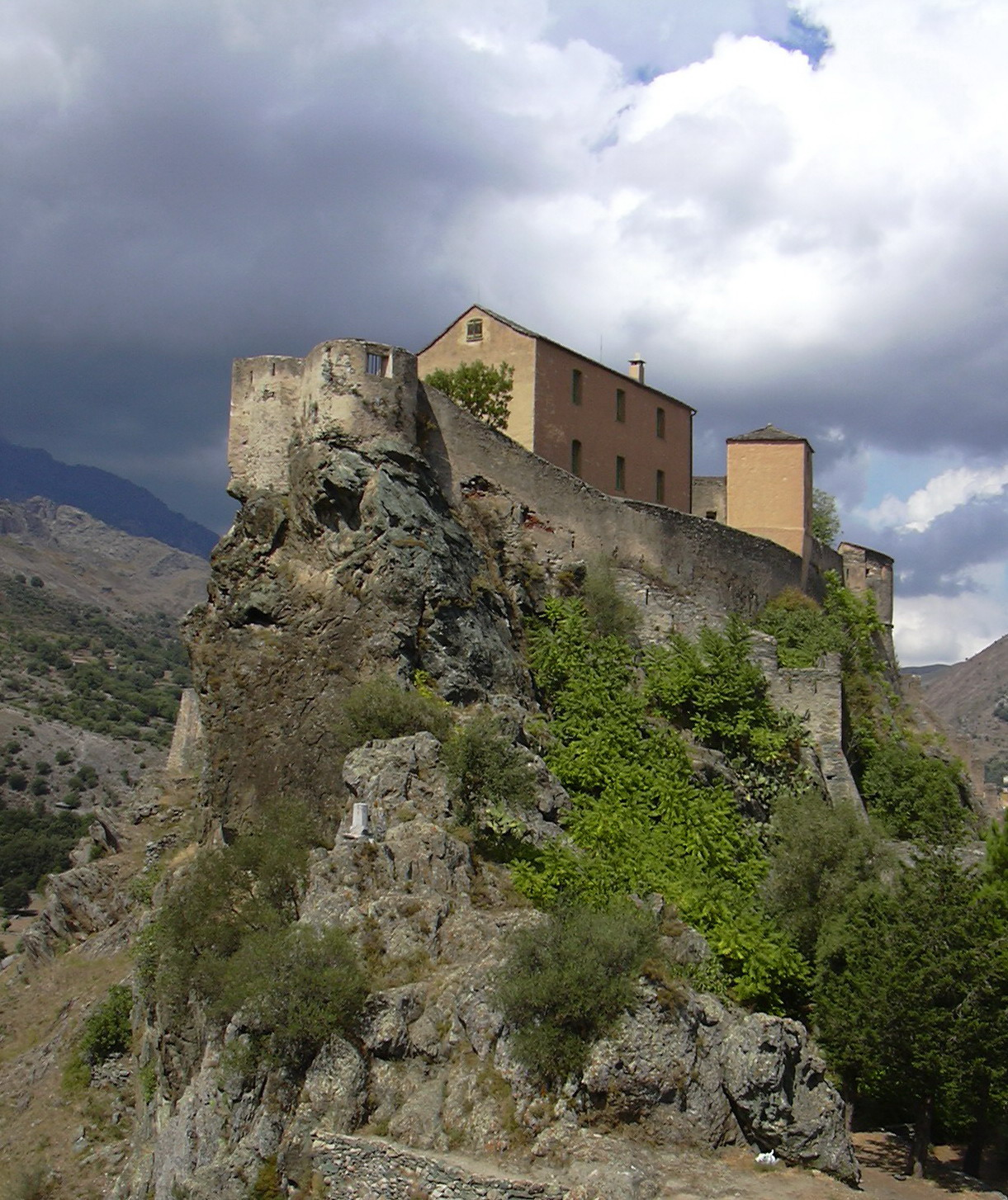
Citadelle de Corte.

La citadelle de Corte peut se voir d'un promontoire appelé « belvédère ». Sa construction remonte aux XVe siècle-XVIIIe siècle.
Elle est classée Monument historique.

#### Maison dite Palais National

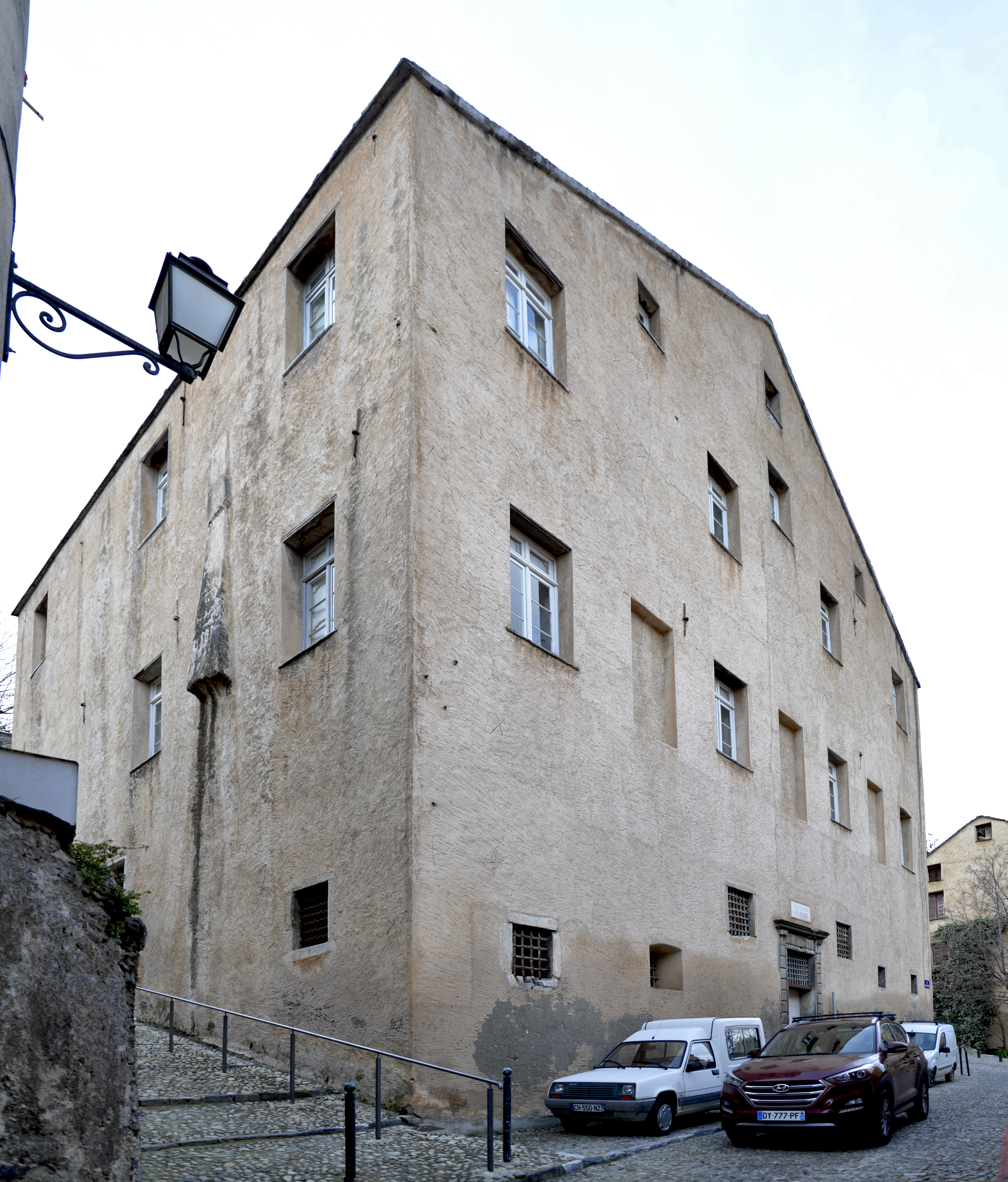
Le Palais National.

Le Palazzu Naziunale construit au XVIe siècle - 1re moitié XVIIe siècle, est le siège des institutions de l'éphémère état corse de 1755 à 1768. Ce bâtiment chargé de symboles (s'y réunissait le gouvernement), trône au cœur de la citadelle de Corte. Il a été une école (ancien collège Paoli) qui fermera ses portes en 1921. Abandonné, il devient un centre mobilisateur jusqu'en 1940, puis centre militaire d'habillement et de cordonnerie de 1944 à 1945. Les locaux seront ensuite occupés par la société de musique « la Cortenaise » de 1952 à 1954, la bibliothèque municipale et enfin le musée d'histoire Corse inauguré le 27 avril 1952. C'est à cette date qu'y furent exposés quarante huit des cinquante (?) tableaux, legs du cardinal Fesch à la ville de Corte ainsi que divers documents relatifs à l'histoire de la Corse.
Vingt œuvres classées MH (dix-huit tableaux et deux dessus-de-porte Angelots) provenant du legs Fesch, propriété de la commune, sont présents au tribunal de Corte.
Le Palazzu est inscrit Monument historique.

#### Maison Arrighi de Casanova

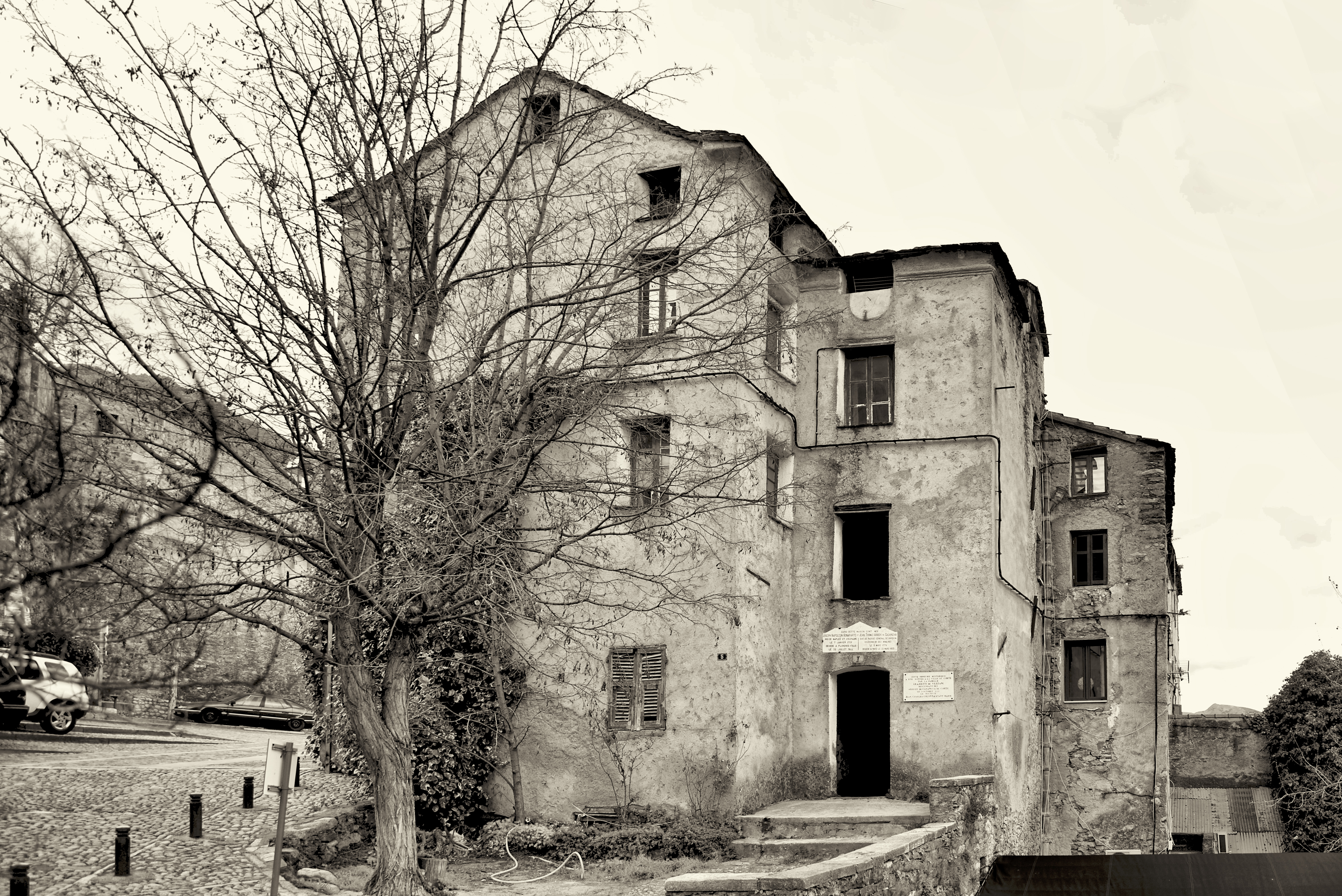
Maison Arrighi de Casanova.

La maison Arrighi de Casanova, reconstruite en 1760 après un incendie, se situe au 1, place du Poilu, en dessous des remparts de la citadelle, à proximité de la porte d'entrée principale. Elle fut habitée par les parents de Napoléon Ier en 1768. Cette année-là, le 7 janvier, naquit Joseph Bonaparte. Celui-ci fut baptisé le lendemain de sa naissance dans l'église de l'Annonciation par l'abbé François Antoine Gafforj, en présence de Giovan Tomaso Arrighi de Casanova et de sa femme Maria Biadelli, choisis pour parrain et marraine. Dix ans plus tard, le 8 mars 1778, y naquit Jean-Thomas Arrighi de Casanova, duc de Padoue. Une plaque apposée au-dessus de la porte d'entrée commémore cet événement.
La maison est inscrite aux Monuments historiques.

#### Immeuble 11, rue du Colonel-Feracci
La façade principale de l'immeuble situé 11, rue du Colonel-Feracci, ainsi que la cage d'escalier et la toiture, sont inscrits Monuments historiques.

#### Immeuble 1, cours Paoli
Façades et toiture de l'immeuble situé 1, cours Paoli sont inscrits Monuments historiques.

#### Église Notre-Dame de l'Annonciade

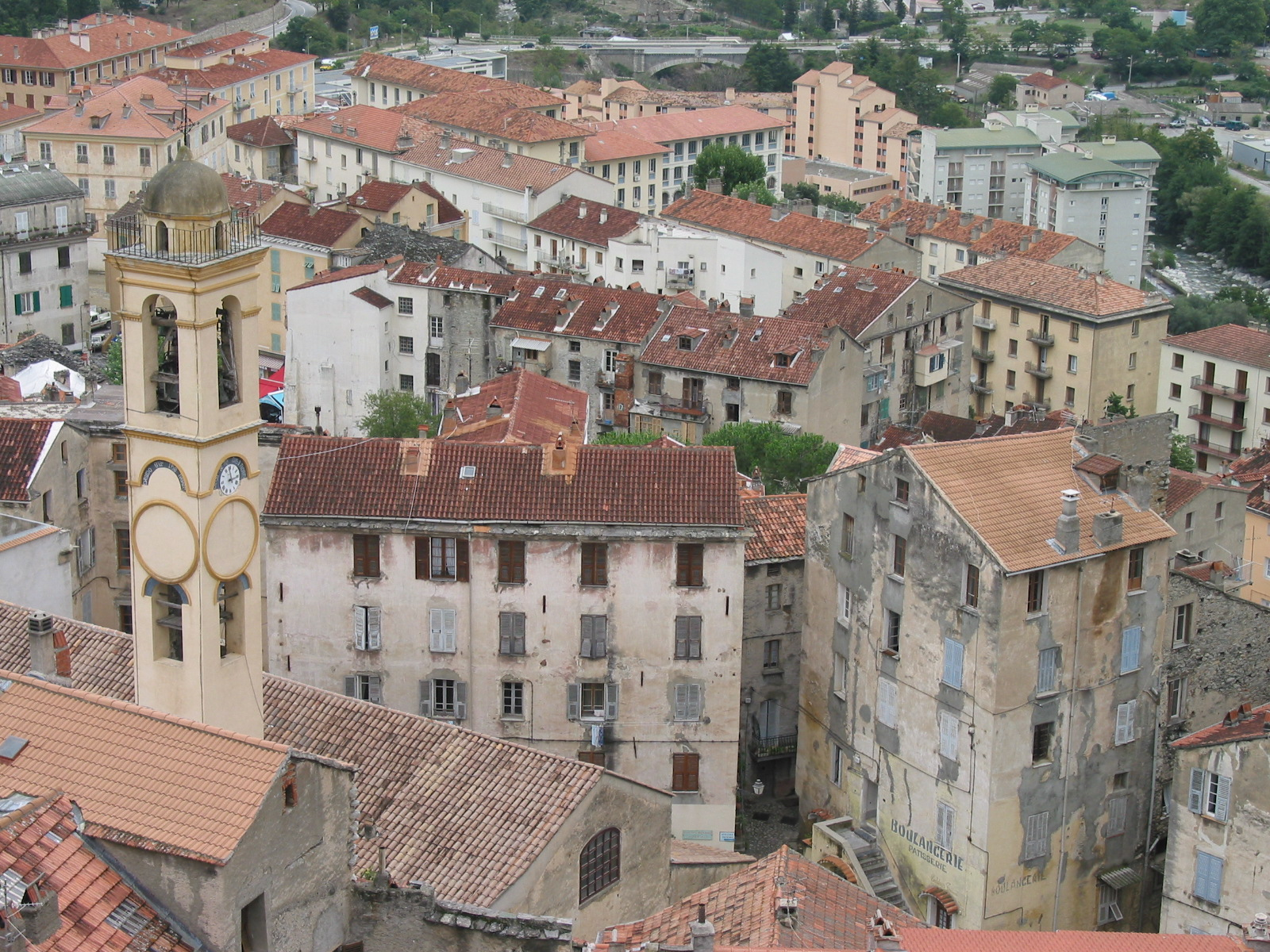
Église de l'Annonciation de Corte.

L'église de l'Annonciation de Corte, située dans la vieille ville, est datée des XVe siècle-XVIIe siècle. Elle a été construite en 1459 par monseigneur Ambroise Arrighi d'Omessa, évêque d'Aléria. Elle est connue pour y être conservée un morceau d'étoffe de l'une des robes du bienheureux Jean-Paul II, offert le 1er mai 2011 par un paroissien qui conservait une relique de l'ancien pape.
L'édifice religieux devint l'église paroissiale de Corte sous le généralat de Pascal Paoli.
L'église est inscrite aux Monuments historiques.
L'église recèle quatre œuvres classées MH :
- un orgue de tribune du milieu XVIIIe siècle[48] ;
- la partie instrumentale de l'orgue du milieu XVIIIe siècle, restaurée par Bartolomeo Formentelli en 1991[49] ;
- un tableau Saint Théophile de Corte intercédant pour ses compatriotes auprès du Duc de Wurtenberg, datant de 1930, légué à la Corse par le pape Pie XI. Initialement placé dans la cathédrale d'Ajaccio, il fut donné par la ville d'Ajaccio en 1974[50] ;
- un tableau La Sainte Famille de la fin XVIIe siècle[51].

#### Ensemble religieux de San Giovanni

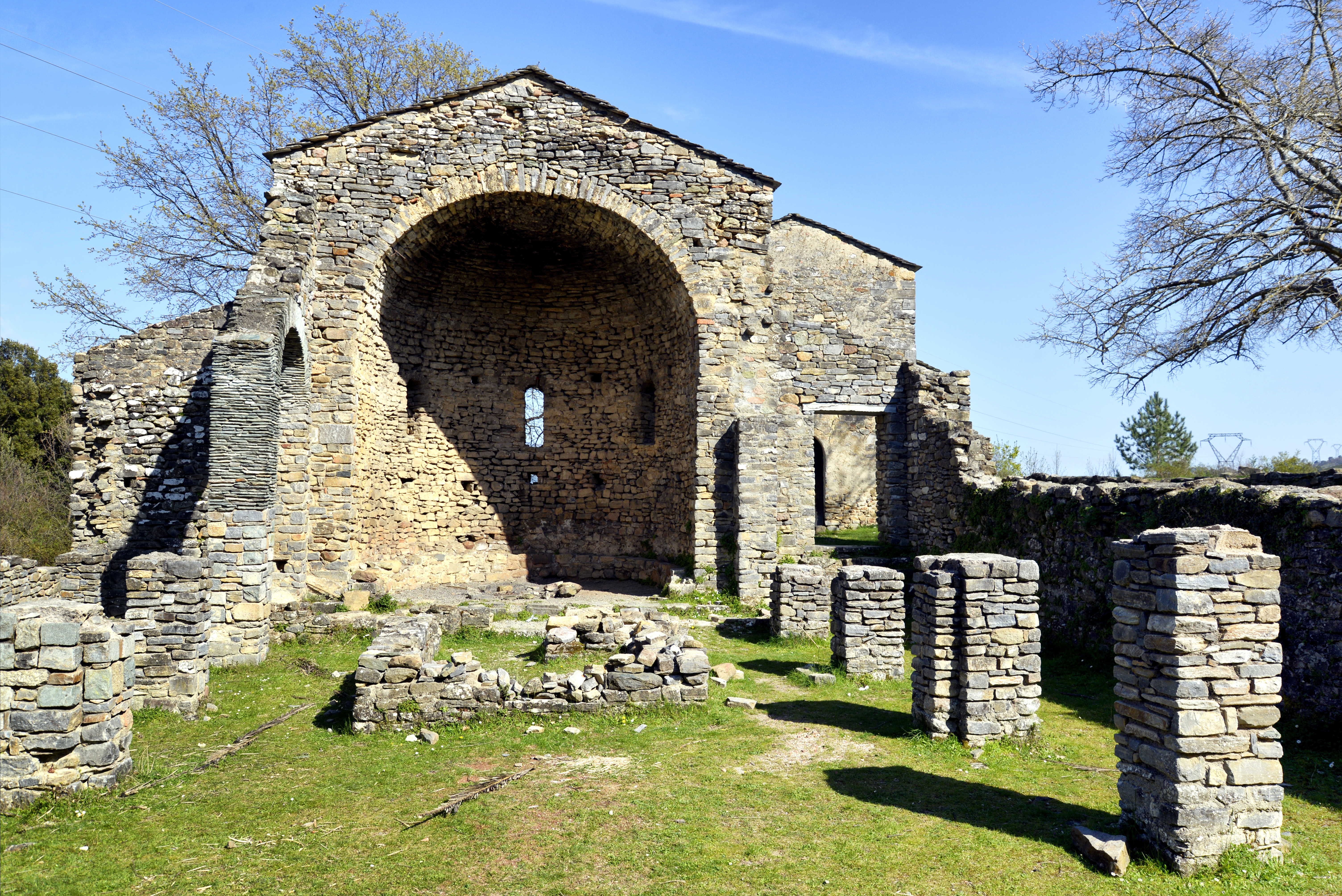
Église piévane San Giovanni Battista.

L’église San Giovanni Battista Xe siècle-XIIIe siècle était l’église-mère de la pieve de Venaco. Un baptistère s'y trouve à côté. Il n'en subsiste que des vestiges. Le site est situé à 430 m d'altitude, lieu-dit "San Giovanni" au sud-est de la ville.
L'ensemble est classé Monument historique.

#### Église Santa Mariona di Talcini
L'église Santa Mariona, construite au XIe siècle, était l'église-mère de la piève de Talcini. Située au nord de la ville, isolée sur le flanc méridional de la Serra Avena, elle est en état de ruines.

#### Chapelle Sainte-Croix

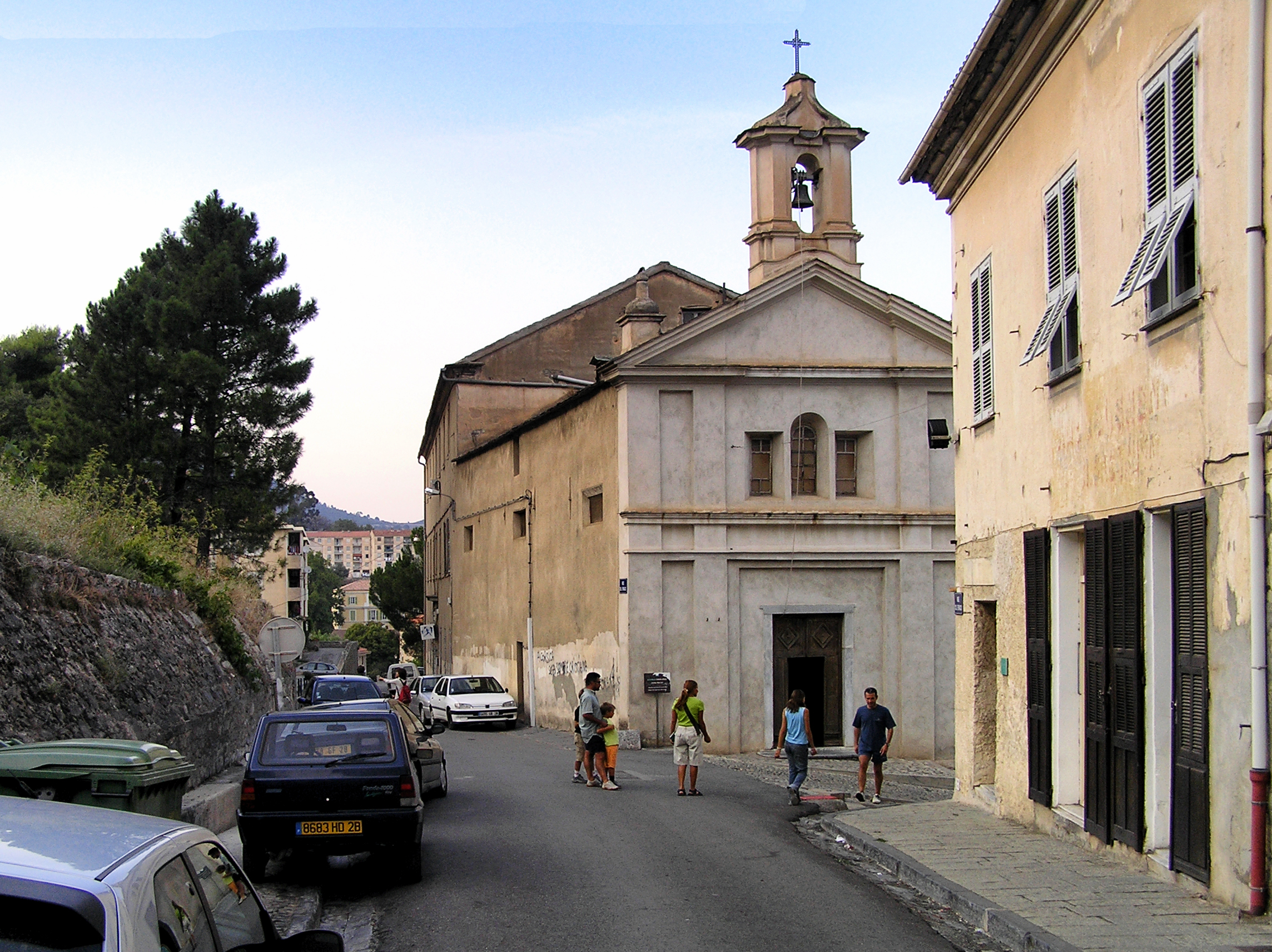
Chapelle Sainte-Croix.

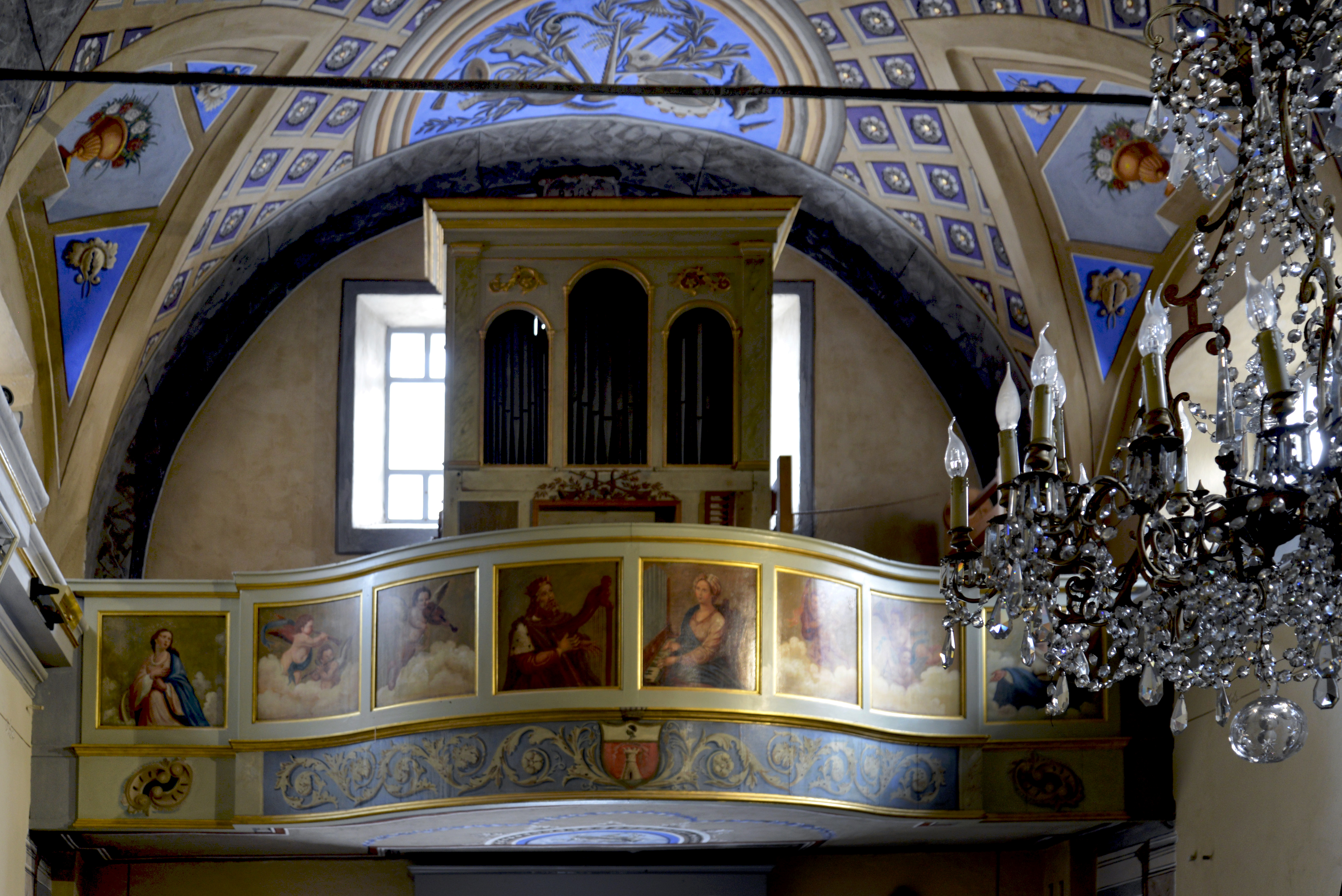
L'orgue et sa tribune dans la chapelle Sainte-Croix.

Ancienne chapelle de confrérie, datée de 1634, la chapelle se situe sous la citadelle, à l'angle de la rue du Colonel-Feracci et de la rampe Sainte-Croix, en haut des escaliers partant du cours Paoli, depuis la fontaine de la rampe Sainte-Croix dite encore « fontaine du cours ».
L'édifice religieux est inscrit depuis le 6 septembre 1985 Monument historique pour ses décors extérieur et intérieur.
La chapelle recèle deux œuvres inscrites MH : un orgue de tribune et la tribune d'orgue, du XIXe siècle.

#### Chapelle Saint-Antoine de Padoue

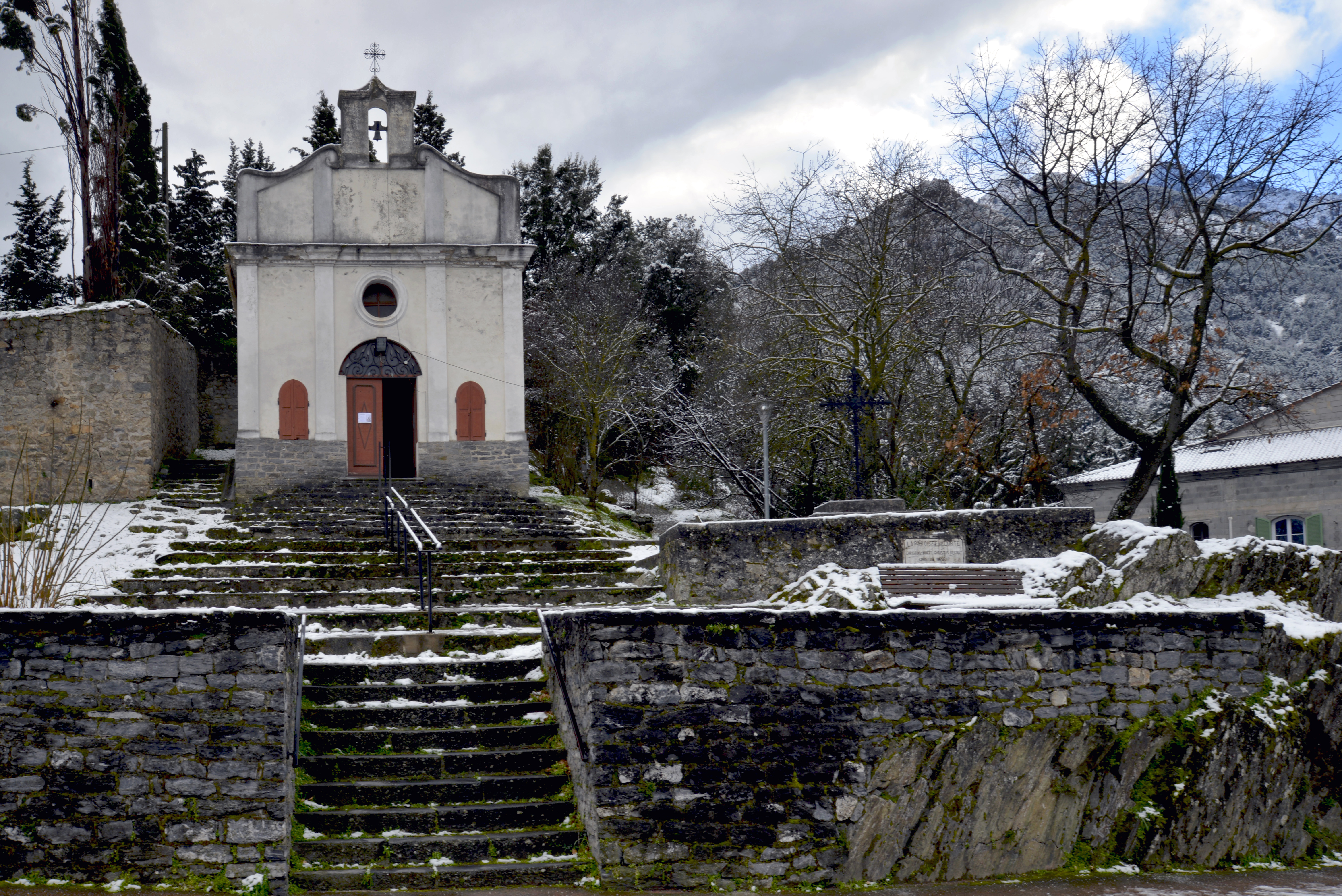
Chapelle Saint-Antoine de Padoue.

Cette petite chapelle Saint-Antoine de Padoue, se situe au-dessus de l'avenue du Neuf-Septembre au faubourg Saint-Antoine, à proximité du pont neuf sur la Restonica. Des offices y sont toujours célébrés, à des dates prévues par la paroisse.
L'édifice porte à sa base, une plaque de marbre blanc sur laquelle est gravé : « La paroisse de Corte Christus vincit Christus recnat Christus imperat 1930 ».

#### Chapelle Saint-Pancrace

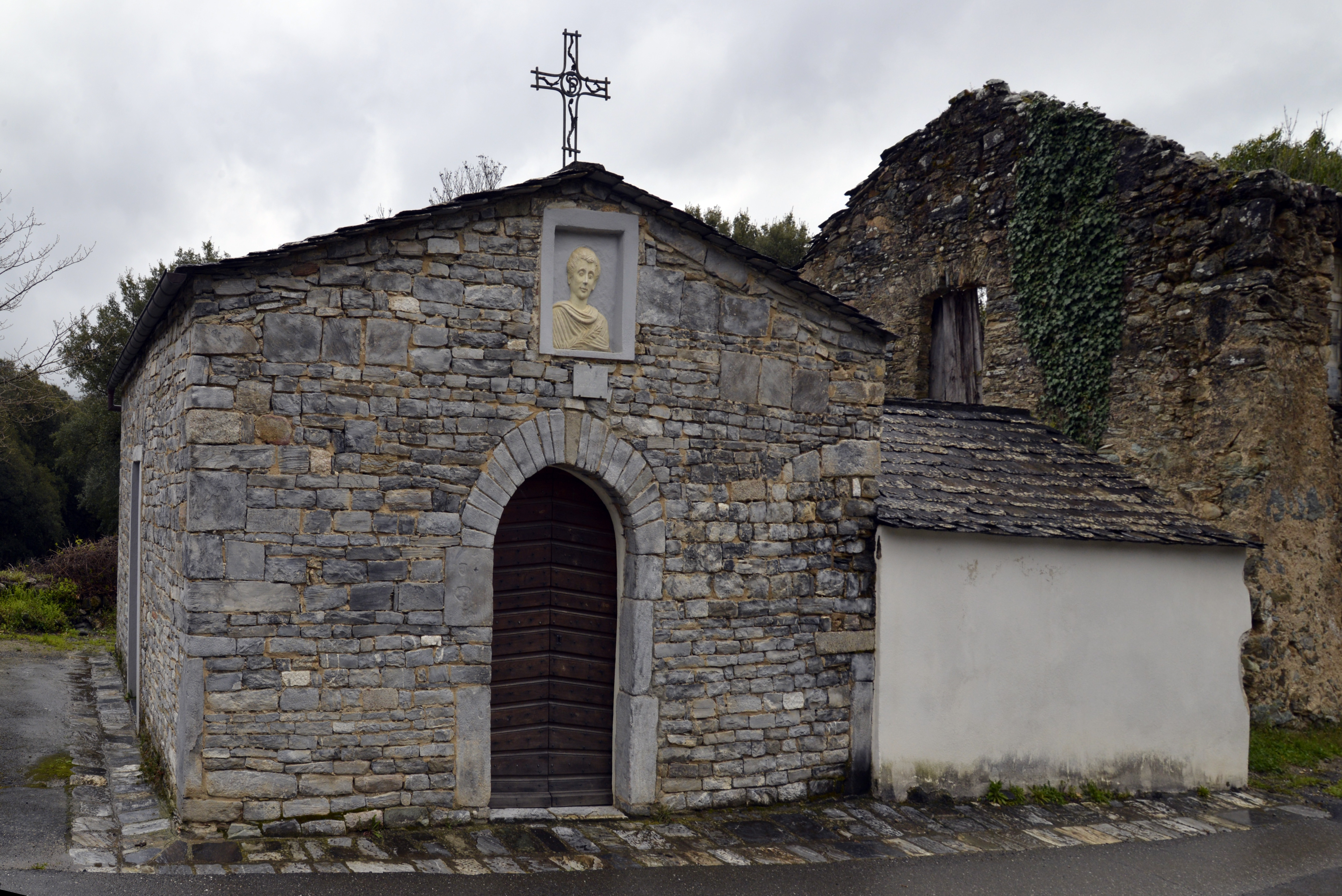
Façade principale de la chapelle San Pancrazio.

La petite chapelle Saint-Pancrace (San Pancrazio) se trouve au nord-est de la ville. Autrefois isolée comme la plupart des chapelles rurales au Moyen Âge, elle se retrouve aujourd'hui au milieu d'habitations, bordée par la place Saint-Pancrace et le chemin du même nom. Elle est datée du Xe siècle ou du XIIe siècle. C'est un petit édifice de plan allongé, à chevet semi-circulaire orienté à l'est, vers Rome, formé d'une nef unique couverte en lauze ; l'abside en cul-de-four présente en son milieu une petite fenêtre meurtrière. Les angles des murs, en pierre de taille grise, sont bien appareillés. L'entrée se trouve sur sa façade occidentale ; elle est surmontée d'un portrait de Saint Pancrace offert par T. Baldacci le 12 mai 1966; comme gravé dans la plaque de marbre apposée à côté. Une porte latérale orne la façade septentrionale. Le faîte est sommé d'une croix ajourée en fer forgé.

#### Chapelle Saint-Théophile

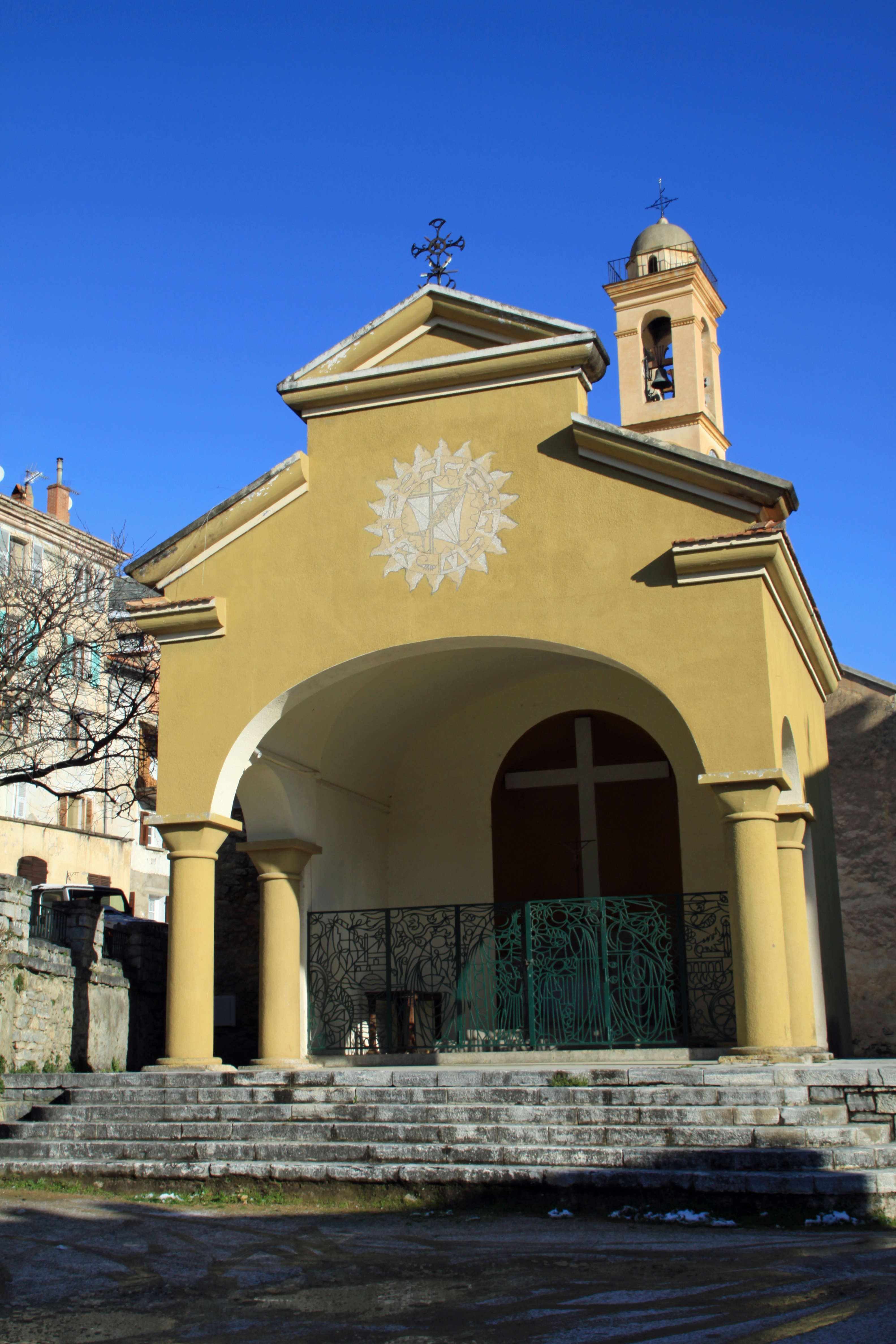
Oratoire Saint-Théophile.

La chapelle (ou oratoire) a été construite dans les années 1970, à l'emplacement de la maison natale de saint Théophile de Corte, quartier de Purette.

#### Ancien couvent Saint-François
L'ancien couvent Saint-François des observantins a été fondé en 1474. Il était le plus grand et le plus somptueux après celui de Bastia. En ruine, il ne reste plus que le clocher triangulaire de l'église conventuelle. Confisqué par deux fois, il aura diverses affectations : armée, éducation nationale, université de Corse.

#### Couvent des Capucins
Le couvent des Capucins de Corte fut bâti en 1620. Dédié à saint François, le couvent se situe aujourd'hui en face du jardin de la Mairie, de l'autre côté de la rue. Il a maintes fois été remanié. Le couvent possédait un grand enclos avec un jardin, un vivier à truites, une vigne et un terrain.
Étant un bien de l'Église, il fut confisqué par l'État à la Révolution française. Il abrita des écoles. Tombé en ruine, il fut vendu au duc de Padoue le 28 février 1845. Désaffecté, il servira d'écurie, d'infirmerie militaire, puis enfin sera aménagé en salle de cinéma "l'Aiglon" pendant longtemps. C'est aujourd'hui une propriété privée.

#### Autres lieux
- La fontaine de la rampe Sainte-Croix. Elle se situe en bas de la rampe menant à la chapelle Sainte-Croix, depuis le cours Paoli.
- L'hôtel de ville.
- Le square à la mémoire de Pierre Griffi, héros de la Résistance.

### Équipements culturels
Corte dispose dans l'enceinte de sa citadelle, de musées, centre et pôle culturels :

#### Musée de la Corse
Le musée de la Corse - Jean-Charles Colonna, musée régional d'anthropologie (U museu di a Corsica), se trouve en contrebas de la citadelle de Corte.
S'y trouve un tableau Héraklès et Antée dans le jardin des Héspérides de la fin du XVIIe siècle classé Monument historique.

#### FRAC Corse
Le fonds régional d'art contemporain de Corse (FRACORSE), de la Collectivité Territoriale de Corse, possède la deuxième collection publique d'art en Corse, après celle du Palais Fesch - Musée des Beaux-arts.

#### Centre Permanent d'Initiatives pour l'Environnement (CPIE) - A Rinascita
A Rinascita est une association fondée à Corte le 15 mai 1975, agréée au titre des associations de protection de l’environnement et labellisée depuis 2007 « Centre Permanent d’Initiatives pour l’Environnement. » C’est une structure fortement ancrée sur son territoire et qui se positionne sur l’entrée environnementale du développement durable à travers trois modes d’actions : chercher, développer et transmettre. L’un des objectifs de l’association est de sensibiliser tous les publics à leur environnement proche afin que chacun puisse s’engager dans une démarche éco-citoyenne garante du patrimoine naturel et culturel de la Corse. L'association est structurée en cinq pôles d'activités distincts et respectivement dédiés à l'éducation à l'environnement, à l'accompagnement des territoires, à l'animation sociale du Centre-Corse, à la diffusion de la culture scientifique et à la rénovation énergétique de l'habitat.

#### Office de tourisme de Corte - Office de pôle touristique centru di Corsica
Le pôle touristique Centru di Corsica se trouve à la citadelle.

### Patrimoine culturel
Plusieurs monuments et sites de Corte sont repris à l'inventaire général du patrimoine culturel :

#### Monument commémoratif de Pascal Paoli
La statue de Pascal Paoli prône sur la place Paoli, en haut du cours éponyme, l'artère principale de la ville. Cette sculpture en bronze sur socle de pierre date de 1852.

#### Monument commémoratif du Général Jean-Pierre Gafforj

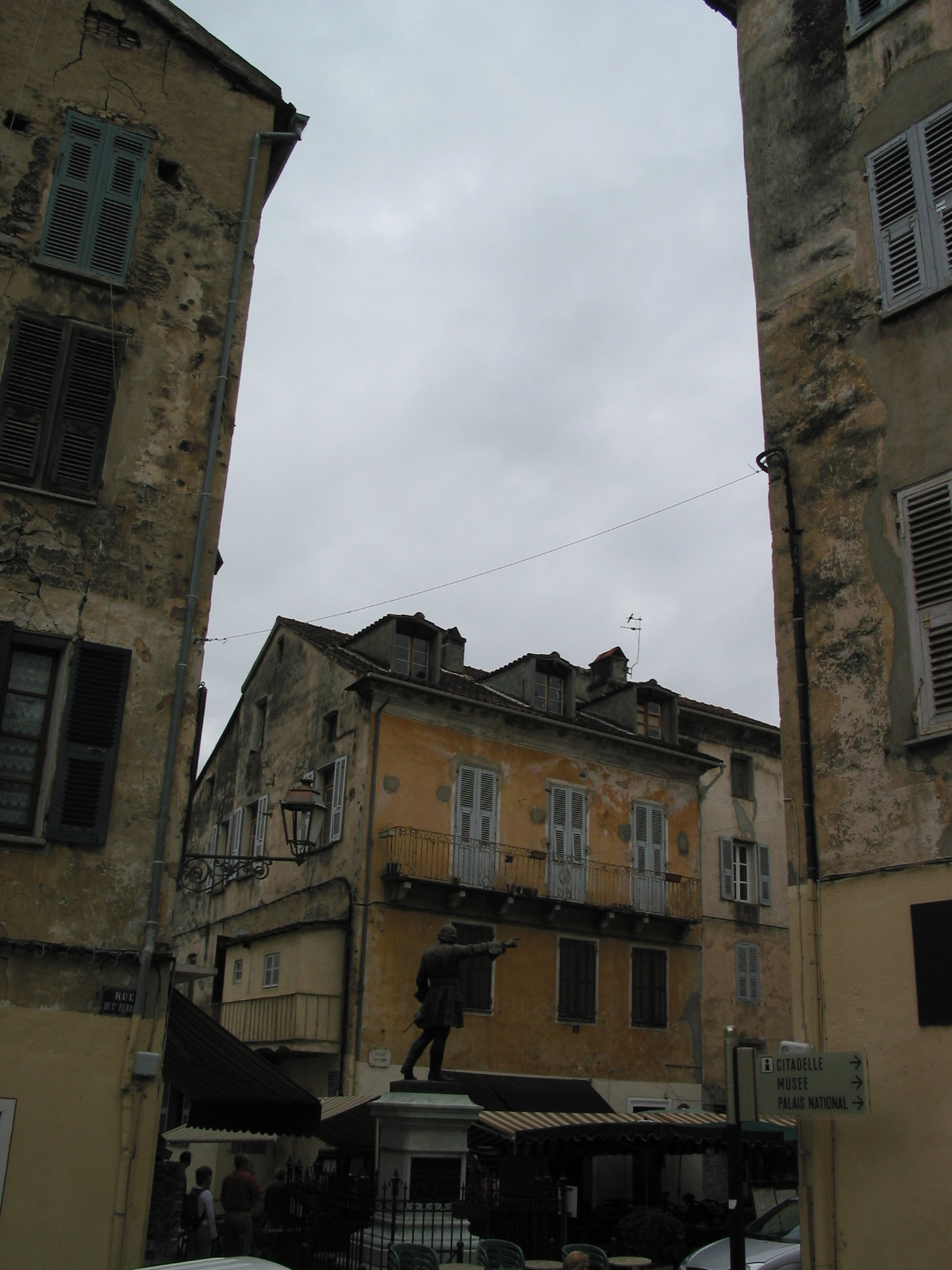
Place Gafforj, avec la statue du général devant sa maison.

La statue du général Jean-Pierre Gafforj est érigée sur la place Gafforj dans la vieille ville, au pied des remparts. Cette sculpture en bronze sur socle de marbre est l'œuvre de Jean-Pierre-Victor Huguenin et date de 1900.

#### Monument commémoratif du Général Jean-Thomas Arrighi de Casanova, duc de Padoue
La statue du Général Jean-Thomas Arrighi de Casanova, duc de Padoue, date de 1866. Cette sculpture en bronze sur socle de granite, a été érigée sur la place éponyme ; elle a été inaugurée le 17 mai 1868.

#### Jardin de l'hôtel de ville
Le jardin de l'hôtel de ville situé 2, cours Paoli date du XIXe siècle.

#### Carrière de cipolin dite carrière de marbre de la Restonica
L'exploitation de ce site dans la Restonica, aux lieux-dits Agnatelle et Poggio Bianco, a démarré en 1844 - 1856. « Les produits seront primés à l'Exposition Universelle de Paris en 1855 ». La carrière sera exploitée jusqu'en 1975.

### Patrimoine naturel

#### Réserve biologique intégrale du Tavignano
Corte et Casamaccioli sont concernées par cet espace protégé et géré, d'une superficie de 1 015 ha, objet de la fiche FR2400060 - Tavignano.

#### Massif du Monte Rotondo
Le massif du Monte Rotondo a été classé en réserve naturelle le 20 septembre 2017.

#### Parc naturel régional

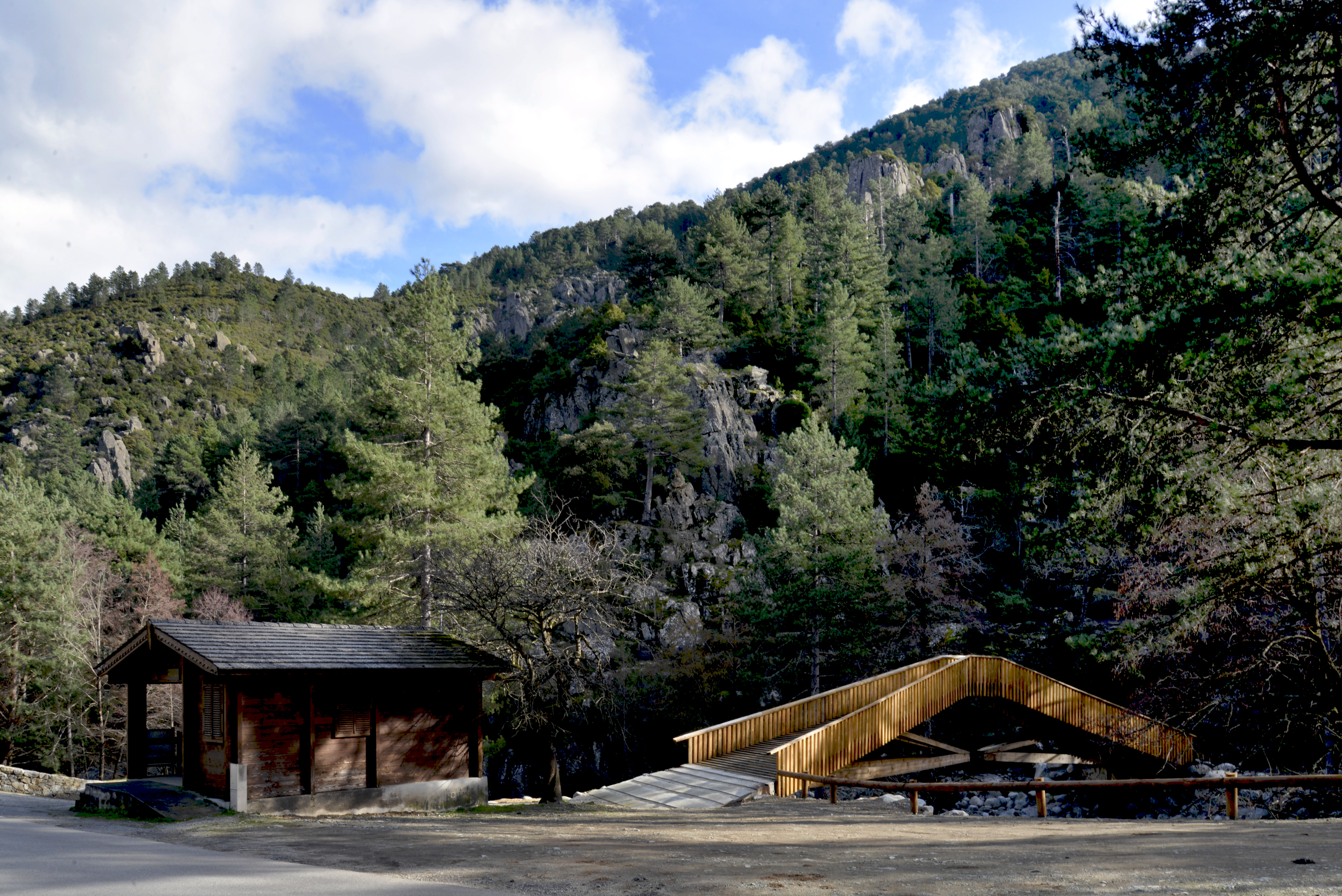
La Maison du Parc dans la Restonica.

Corte est une commune adhérente au parc naturel régional de Corse, dans son « territoire de vie » appelé Centre Corse.

#### ZNIEFF
Corte est concernée par neuf Zones Naturelles d'Intérêt Ecologique Faunistique et Floristique (ZNIEFF) :
Sommet du monte Cardo
Avec les communes de Venaco et Santo-Pietro-di-Venaco, Corte partage la ZNIEFF nommée « Sommet du monte Cardo » d'une superficie de 306 ha. La zone concernée est localisée sur la crête orientale du Massif du Rotondo, entre 5 et 6 kilomètres au nord-est de ce sommet. Elle comprend les hauts versants à partir de 1 800 mètres d'altitude jusqu'aux sommets de la Punta Lattiniccia (2 413 mètres) et du Monte Cardo (2 453 mètres), point culminant qui domine la vallée du Verghelu et la région du Venacais. Sur Corte, à l'ouest de la crête, les pentes sont moins accidentées et plus régulières. La zone fait l'objet de la fiche ZNIEFF 940004177 - Sommet du monte Cardo.
Cirques et lacs glaciaires du monte Rotondo
D'une superficie de 1 870 ha, la zone concerne Guagno, Corte et Venaco, et réunit l'ensemble de lacs montagnards permanents le plus important de l'île. Tous ces lacs ont une origine glaciaire et sont donc l'héritage de la dernière glaciation, il y a 4 000 ans.
C'est dans ce secteur que l'on trouve le plus grand lac d'altitude de Corse (lac du Rotondo : 7,4 hectares), le plus profond (Capitello : 42 mètres) et le plus haut (lac de Gardiola : 2 442 mètres). D'intérêts patrimoniaux et complémentaires très variés, la zone fait l'objet de la fiche ZNIEFF 940004181 - Cirques et lacs glaciaires du monte Rotondo.
Crêtes et hauts versants asylvatiques du monte Rotondo
Venaco fait partie des vingt-cinq communes situées dans la ZNIEFF appelée « Crêtes et hauts versants asylvatiques du monte Rotondo ».
Comprise entre 800 et 2 622 mètres d’altitude, la zone est située au cœur de la chaîne montagnarde de la Corse. Constituée par les crêtes et les hauts versants du Massif du Rotondo, elle s’étend sur 34 945 ha. Elle fait l'objet de la fiche ZNIEFF 940004246 - Crêtes et hauts versants asylvatiques du monte Rotondo.
Cuvette lacustre et pozzine du Nino
La zone d'une superficie de 276 hectares, se partage entre Casamaccioli et Corte. Second de Corse par sa superficie (6,5 hectares), le lac de Nino se trouve au sud-ouest de la Punta Artica, à une altitude de 1 743 mètres. Long de 400 mètres et large de 225 mètres, sa profondeur maximale est de 11 mètres. Situé dans une ancienne vallée glaciaire, il est souvent considéré comme la source du Tavignano ; mais en fait, ce cours d'eau le traverse et prend sa source sur les pentes de la Bocca a Reta. Elle fait l'objet de la fiche ZNIEFF 940004180 - Crêtes et hauts versants asylvatiques du monte Rotondo.
Hêtraie de Campotille
La zone d'une superficie de 294 hectares, est localisée dans la haute vallée du Tavignano, au nord du Pianu di Campotile. Morcelée, la hétraie s'étend entre 700 mètres et 1 550 mètres. Elle fait l'objet de la fiche ZNIEFF 940004211 - Crêtes et hauts versants asylvatiques du monte Rotondo.
Gorges et forêt de la Restonica
D'une superficie de 2 270 hectares, la zone concerne la Restonica affluent du Tavignano au cours parallèle. La rivière a sa source au lac de Melo à 1 711 mètres d'altitude, dans le massif du Monte Rotondo. Elle a d'abord un parcours accidenté, à travers des gorges encaissées, puis rejoint le Tavignano à 400 mètres d'altitude, à la hauteur de la ville. La forêt étagée entre 600 et 1 500 mètres d'altitude, est constituée dans la partie basse principalement par des résineux : un quart de la surface boisée est occupée par le pin maritime en versant sud jusqu'à 1 000 mètres d'altitude. Le pin laricio se trouve en partie haute, couvrant plus de la moitié de la forêt sur le versant nord, les bords des rivières et les zones boisées les plus élevées.
Ancienne carrière RD14, bord Tavignano
La zone est une petite lentille calcaire proche du centre-ville, qui était autrefois exploitée en carrière. S'y trouvent de nombreux ossements de Prolagus. Elle abrite quinze espèces de mollusques dont « deux espèces de mollusques endémiques et protégés, une troisième espèce endémique rare et l’unique station corse et française de Vitrea etrusca, mollusque connu d’ Italie centrale ».
Botro/Lavatori
C'est une zone calcaire de 3 hectares éloignée de la ville, qui abrite douze espèces de mollusques dont plusieurs endémiques, dont une protégée, une troisième espèce endémique rare et l’unique station corse de Clausalia cruciata.

#### Natura 2000
Corte est concernée par un site d'intérêt communautaire (Dir. Habitat) et deux zones de protection spéciale (Dir. Oiseaux) :
Sites d'Intérêt Communautaire (Dir. Habitat)
Massif du Rotondo
Ce SIC Natura 2000 de la directive "Habitats, faune, flore", d'une superficie de 770 ha, est inscrit à l'INPN sous la fiche FR9400578 - Massif du Rotondo.
Zones de Protection Spéciale (Dir. Oiseaux)
Vallée de la Restonica
La ZPS « Vallée de la Restonica », site de la directive "Oiseaux" Natura 2000, couvre une superficie de 6 430 ha, entre 550 et 2 622 mètres d'altitude. Site majeur pour la conservation de la bio-diversité, Son importance réside dans le fait qu'elle abrite dans les pinèdes d'altitude, un nombre très important des effectifs de Sittelles corse, oiseau endémique stricte de Corse. Elle est aussi fréquentée par un couple de Gypaètes barbus et d'Aigles royaux. L'Autour des palombes cyrno-sarde est également présent. La zone est inscrite à l'INPN sous la fiche FR9412006-Vallée de la Restonica.
Forêts territoriales de Corse
Cette zone d'une superficie de 13 223 ha a été créée par l'arrêté du 26 octobre 2004 portant désignation du site Natura 2000 Forêts Territoriales de Corse (zone de protection spéciale). Concernant 9 communes de Corse-du-Sud, soit 26%, et 17 communes de Haute-Corse, soit 74%, la ZPS est représentée par un ensemble de forêts territoriales de la chaîne montagneuse centrale de la Corse qui se répartit sur une douzaine de secteurs, peuplés essentiellement de pins laricio, un biotope de prédilection de la Sittelle corse. On y observe aussi l'Autour des palombes cyrno-sarde, sous-espèce endémique, ainsi que quelques couples d'Aigles royaux.

### Gastronomie locale

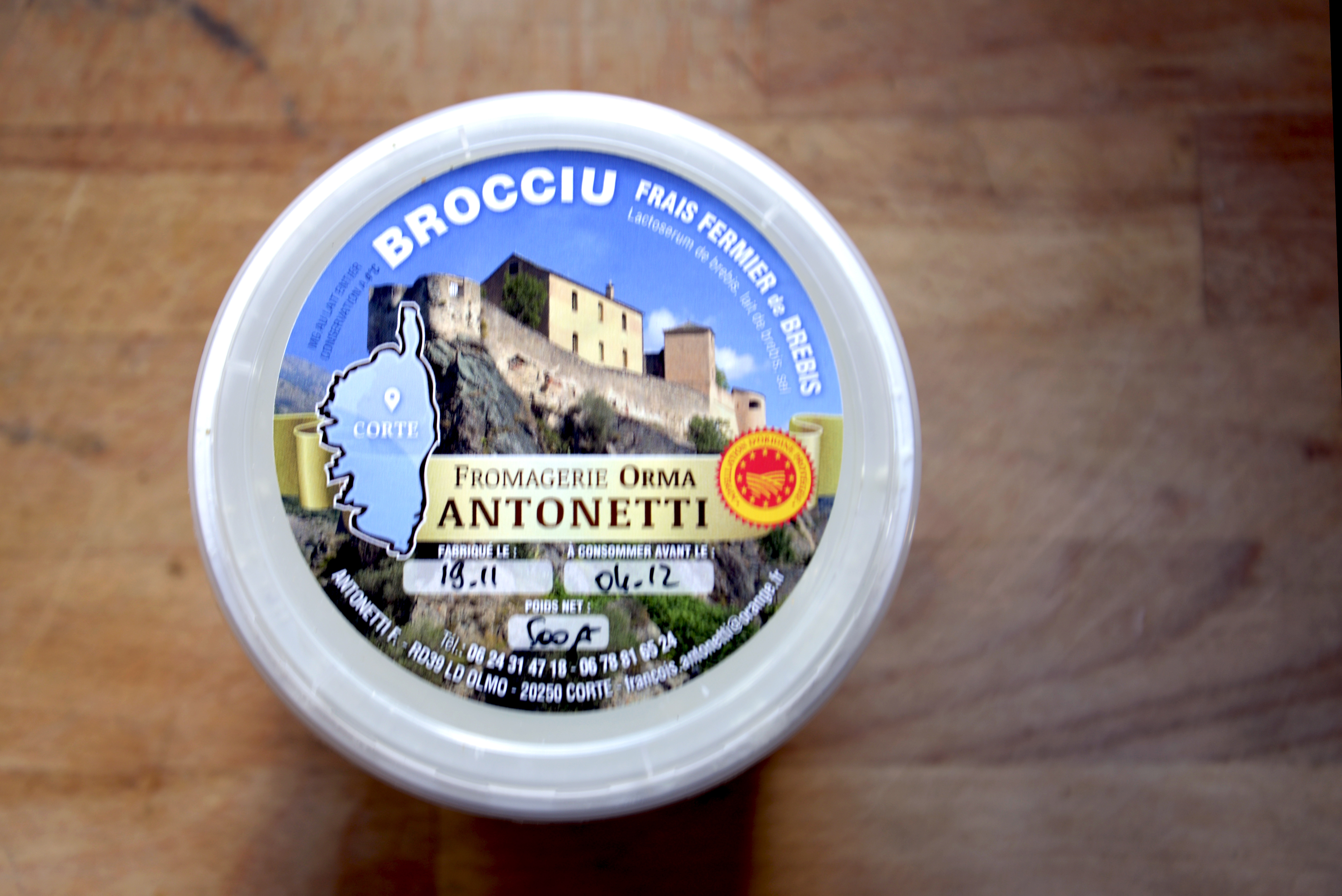
Brocciu ORMA Antonetti.

- Falculelle
- Brocciu

### Personnalités liées à la commune

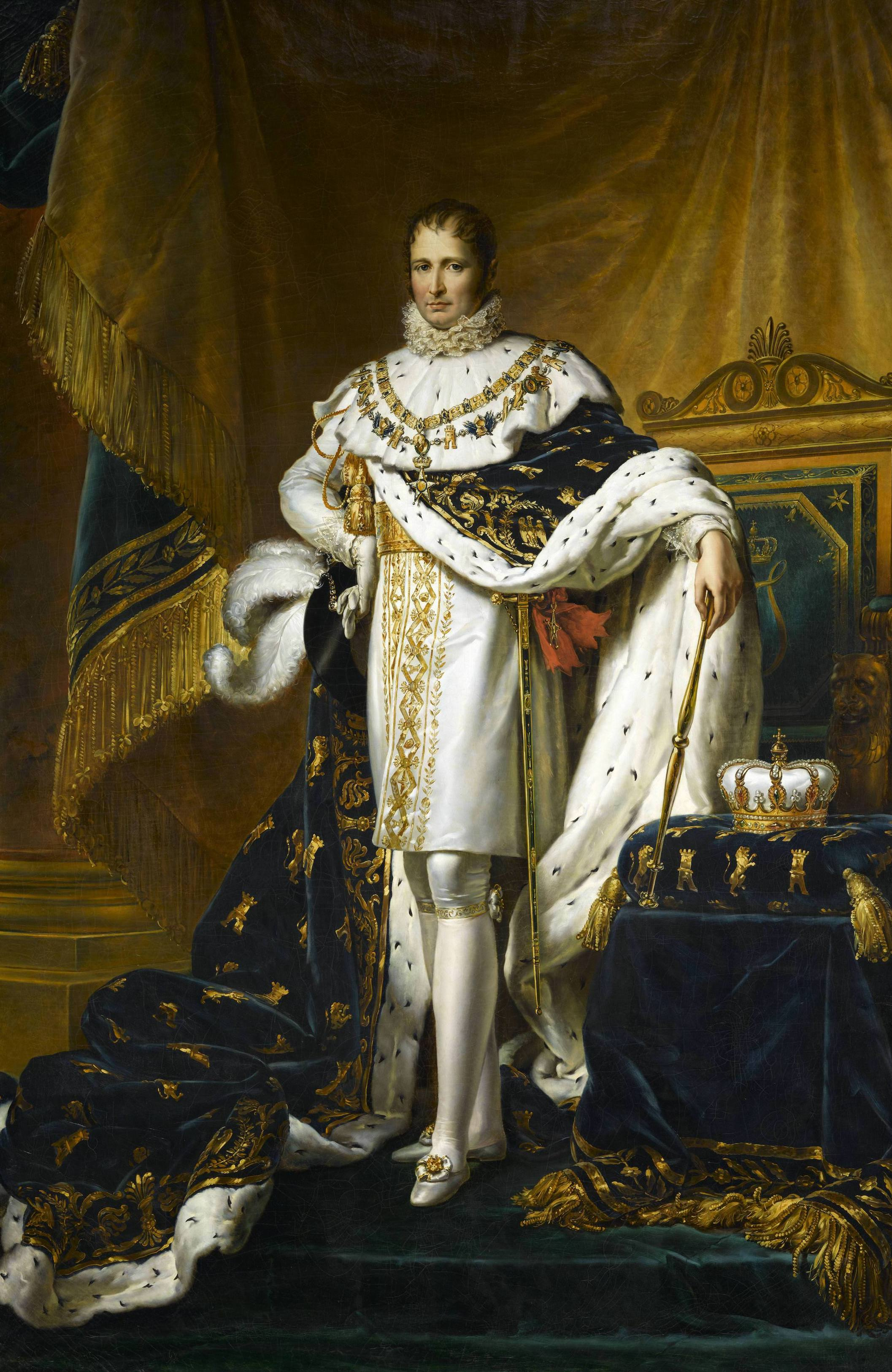
Joseph Bonaparte.

- Jean-Pierre Gaffory (1704-1753) : général, chef des patriotes.
- Pascal Paoli ou Pasquale de Paoli (1725-1807) : homme politique, philosophe et amiral corse.
- Hyacinthe Arrighi de Casanova (Corte, 3 mars 1748 - Corte, 24 février 1819[78]), magistrat, haut fonctionnaire et homme politique français d'origine corse.
- Jean-Thomas Arrighi de Casanova (Corte, 8 mars 1778 - Paris, 22 mars 1853), fils du précédent, général du Premier Empire, duc de Padoue.
- Antoine-Louis Arrighi de Casanova (1755-1809), frère de Hyacinthe, homme d'église, évêque français de l'Église catholique des XVIIIe et XIXe siècles.
- François-Louis Pieraggi, important juriste.[réf. nécessaire]
- Joseph Bonaparte (1768-1844) : frère de l'empereur Napoléon Ier, roi de Naples et roi d'Espagne.
- Pierre Ucciani (Ajaccio, 1851 - Neuilly-sur-Seine; 1939), peintre corse, vient peindre à Corte vers 1880.
- Théophile de Corte, (1676-1740) saint corse ,
- Paschal Grousset (1844-1909) dit Philippe Daryl, dit André Laurie : romancier, écrivain, communard, exilé.
- Pierre Longhi (1909-1942) : maire adjoint et conseiller général de Montreuil-sous-Bois, mort en déportation
- Pierre Griffi, (1914-1943) : grand héros de la résistance, mission secrète Pearl Harbour
- Sauveur Casanova (1918-1998) : évêque de Corse (1987-1995).
- Antoine Mariani (1776-1845), haut fonctionnaire du Premier Empire.
- Alexandre Ordioni (1758-1822), général des armées de la République et de l'Empire, né à Corte, décédé à Milan.
- Louis-Thomas Mariani (1815-1890), militaire et homme politique né à Corte, député de la Corse au Corps législatif (1857-1863).
- Alfons Paoli Schwartz (1886-1945), espion.
- Dominique Colonna (1928-2023) : footballeur, ancien gardien de but international.
- Edmond Simeoni (1934-2018) : homme politique, médecin, se réclamant du nationalisme corse.
- Xavière Tiberi (née Xavière Casanova) : femme de l'homme politique Jean Tiberi.
- Pascal Berenguer (1981-) : footballeur professionnel à l'AS Nancy Lorraine

### Héraldique, logotype et devise
Le blason traditionnel de la ville, observable sur les anciens bâtiments et fontaines de la ville, arbore une tête de Maure ainsi que deux clefs, issues des armoiries de la famille Paoli, très influente dans la région de Corte au XVIIIe siècle : De gueules à la tour d'argent maçonnée de sable et terrassée de sinople, au chef cousu d'azur chargé d'une tête de Maure de sable tortillée d'argent et accostée de deux clefs adossées du même.
 Un blason alternatif, plus récent, est aujourd'hui largement répandu : Écartelé au 1er et au 4e d'azur à une fleur de lys d'or, au 2e et au 3e de gueules à une étoile d'argent, et une croix du même brochant sur le tout.